# قائمة إصدارات مجلة المجمع العلمي العراقي في القرن العشرين
تُظهِر القائمة إصدارات مجلة المجمع العلمي العراقي في القرن العشرين الميلادي، وهي مجلة عِلمية فصلية محكمة، تنشُرُ إصداراتها باللغة العربية، بالإضافة إلى نشرة شهرية «أوراق مجمعية»، تأسست عام 1950، يصدرها المجمع العلمي العراقي في بغداد.

## عقد الخمسينيات

### المجلد الأول
صدر الجزء الأول في أيلول/ سبتمبر 1950.
| اسم المقالة                                                   | اسم الكاتب                            | اللغة      | رقم الصفحة |
| ------------------------------------------------------------- | ------------------------------------- | ---------- | ---------- |
| المقدمة                                                       |                                       | العربية    | 1          |
| نظام المجمع العلمي العراقي                                    |                                       | العربية    | 3          |
| نظام تعديل نظام المجمع العلمي العراقي                         |                                       | العربية    | 8          |
| نظام المجمع العلمي العراقي                                    |                                       | الإنجليزية | 10         |
| نظام تعديل نظام المجمع العلمي العراقي                         |                                       | الإنجليزية | 17         |
| مجلس المجمع العلمي العراقي الأول                              |                                       | العربية    | 20         |
| أعضاء المجمع لسنة 1949 - 1950                                 |                                       | العربية    | 21         |
| المقالات                                                      |                                       |            |            |
| أسلوب القرآن الكريم ومغردات ألفاظه                            | منير القاضي                           | العربية    | 23         |
| أقدم مخطوط وصل إلينا عن بلاد العرب - محمد رضا الشبيبي         |                                       | العربية    | 39         |
| القصد والاستطراد في أصول معنى بغداد                           | توفيق وهبي                            | العربية    | 46         |
| مدرسة القياس في اللغة                                         | أحمد أمين بك                          | العربية    | 95         |
| رسائل في الموسيقى                                             | جواد علي                              | العربية    | 104        |
| كتاب النغم ليحيى بن علي بن يحيى المنجم                        | تحقيق محمد بهجة الأثري                | العربية    | 113        |
| معجزة العلم الكبرى                                            | شريف عسيران                           | العربية    | 125        |
| موارد تأريخ الطبري                                            | جواد علي                              | العربية    | 143        |
| مبحث في سلامة العربية                                         | مصطفى جواد                            | العربية    | 232        |
| الكرملي وكتابه النقود العربية                                 | يعقوب سركيس                           | العربية    | 252        |
| دراسة الشريعة الإسلامية في انجلترة والاتجاهات الفقهية الحديثة | ج. د. أندرسن                          | العربية    | 295        |
| مقدمة للرياضيات                                               | تأليف وايت هيد، ترجمة محيي الدين يوسف | العربية    | 306        |
| الكتب                                                         |                                       |            |            |
| تاريخ ابن الدبيثي                                             | مصطفى جواد                            | العربية    | 330        |
| جمهرة النسب لأبن الكلبي                                       | جواد علي                              | العربية    | 337        |
| المذكرات                                                      | محمد بهجة الأثري                      | العربية    | 349        |
| اليزيدية                                                      | مصطفى جواد                            | العربية    | 356        |
| الاختيار والجبر في صدر الإسلام                                |                                       | العربية    | 368        |
| بريطانية والدول العربية                                       | جواد علي                              | العربية    | 370        |
| سناد الإسلام                                                  |                                       | العربية    | 372        |
| الأنباء والآراء                                               |                                       |            |            |
| ألفاظ مغولية في اللغة العربية                                 | داوود الجلبي                          | العربية    | 376        |
| تعريف المغرب بالفكر العربي                                    | ألفريد كيوم                           | العربية    | 379        |
| خلاصة أعمال المجمع العلمي العراقي                             |                                       | العربية    | 383        |
| بيان عن مباريات المجمع لسنة 1950 - 1951                       |                                       | العربية    | 392        |

### المجلد الثاني
صدر المجلد الثاني في عام 1952.
| اسم المقالة                                 | اسم الكاتب            | رقم الصفحة          |
| المقالات والمحاضرات                         | المقالات والمحاضرات   | المقالات والمحاضرات |
| ------------------------------------------- | --------------------- | ------------------- |
| الأدب العربي: ألوانه وتأريخه                | منير القاضي           | 3                   |
| المرأة والرجل                               | شريف عسيران           | 12                  |
| الجغرافيا عند المسلمين والشريف الإدريسي     | محمد بهجة الأثري      | 49                  |
| معركة أجنادين: متى وأين وقعت                | طه الهاشمي            | 69                  |
| تواريخ مصرية أغفال                          | مصطفى جواد            | 103                 |
| المصطلح الفني في اللغة العربية              | شيث نعمان             | 126                 |
| موارد تاريخ الطبري «تأريخ الفرس والروم»     | جواد علي              | 135                 |
| الرياضيات قبل عهد اليونان                   | محيي الدين يوسف       | 191                 |
| مبحث في سلامة اللغة العربية                 | مصطفى جواد            | 205                 |
| اللغة العربية بين بون ودمشق                 | عبد القادر المغربي    | 233                 |
| دستور العمل لناحية الخالص                   | يعقوب سركيس           | 241                 |
| بلاد العرب: من جغرافية سترابون              | جبرا إبراهيم جبرا     | 247                 |
| الحياة الاجتماعية في القرنين الثالث والرابع | أسعد طلس              | 271                 |
| فرائد السلوك في مصايد الملوك                | لابن نباتة الحموي     | 302                 |
| المجمع والمصطلحات                           | جواد علي              | 311                 |
| معجم المصطلحات العلمية                      | المجمع العلمي العراقي | 316                 |
| تحقيق نص كتاب المقابسات                     | لأبي حيان التوحيدي    | 328                 |
| كتب                                         |                       |                     |
| مباحث عراقية                                | مصطفى جواد            | 338                 |
| العربية الغربية القديمة                     | جواد علي              | 346                 |
| موجز تاريخ الشرق الأوسط                     |                       | 348                 |
| شمسو «مسرحية شعرية بابلية»                  | محمد بهجة الأثري      | 353                 |
| عمدة الصرف                                  |                       | 356                 |
| في أصول النحو                               |                       | 357                 |
| تطور الزراعة فى الشرق الأوسط                | شريف عسيران           | 360                 |
| النجاد العربية                              | جواد علي              | 365                 |
| أنباء وآراء                                 |                       |                     |
| ذكريات أدبية                                | عبد القادر المغربي    | 367                 |
| قصيدة لعبد الغفار الأخرس                    | داوود الجلبي          | 370                 |
| تعليق على نسبة قصيدة لعبد الغفار الأخرس     | محمد بهجة الأثري      | 374                 |
| ثلاثة أقتراحات في قواعد اللغة العربية       | محمد علي الكردي       | 378                 |
| خلاصة عن أعمال المجمع                       | م، ب، ا               | 386                 |
| أعضاء المجمع في سنة 1952                    |                       | 393                 |
| الفهرس                                      |                       | 395                 |

### المجلد الثالث
صدر المجلد الثالث بجزأين.

#### الجزء الأول
صدر الجزء الأول عام 1954.
| اسم المقالة                                    | اسم الكاتب        | رقم الصفحة |
| مقالات                                         | مقالات            | مقالات     |
| ---------------------------------------------- | ----------------- | ---------- |
| الحرية والسلام والحكم في الإسلام               | منير القاضي       | 3          |
| موارد تاريخ الطبري                             | جواد علي          | 16         |
| خالد بن الوليد في العراق                       | طه الهاشمي        | 52         |
| مبحث في سلامة اللغة العربية                    | مصطفى جواد        | 91         |
| المرأة والرجل                                  | شريف عسيران       | 120        |
| بلاد العرب: من تأريخ بلينيوس                   | محمود شكري محمد   | 130        |
| المدرسة النظامية في بغداد                      | سعيد نفيسي        | 143        |
| الكتب                                          |                   |            |
| مجالس ثعلب «نقد»                               | مصطفى جواد        | 159        |
| العالم العربي                                  | جواد علي          | 179        |
| محاضرات المجمع العلمي العربي (الجزء الثاني)    | محمد بهجة الأثري  | 180        |
| الكشاف عن مخطوطات خزائن كتب الأوقاف (نقد)      | محمد بهجة الأثري  | 183        |
| الشرق الأوسط في مؤلفات الأمريكيين              | جواد علي          | 196        |
| لذة الخرائب                                    | جواد علي          | 197        |
| دراسات في تأريخ قفقاسيا                        | جواد علي          | 198        |
| ARABICA                                        | جواد علي          | 199        |
| تذكارات جان سوفاجيه                            | جواد علي          | 199        |
| أنباء وآراء                                    |                   |            |
| الإمارة العربية في ميسان                       | عبد الرزاق الحصان | 200        |
| الكيّ «البجع» لا «الحيّ»                         | مصطفى جواد        | 206        |
| (1) حول منظومة منسوبة إلى الشاعر «الأخرس»      | داوود الجلبي      | 207        |
| (2) حول منظومة منسوبة الى الشاعر «الأخرس»      | محمد بهجة الأثري  | 208        |
| قصيدة «أخرسية» مجهولة                          | محمد بهجة الأثري  | 209        |
| خلاصة عن أعمال المجمع العلمي العراقي           | ج، ع              | 211        |
| بيان                                           |                   | 221        |
| أعضاء المجمع العلمي العراقي في سنة 1953 - 1954 |                   | 222        |
| الفهرست                                        |                   | 225        |

#### الجزء الثاني
صدر الجزء الثاني عام 1955.
| اسم المقالة                                                                           | اسم الكاتب          | رقم الصفحة |
| المقالات                                                                              | المقالات            | المقالات   |
| ------------------------------------------------------------------------------------- | ------------------- | ---------- |
| خالد بن الوليد في العراق                                                              | طه الهاشمي          | 229        |
| لهجة القرآن الكريم                                                                    | جواد علي            | 270        |
| رسائل تاريخية من الكرملي إلى الإمام الآلوسي                                           | محمد بهجة الأثري    | 295        |
| الأدب العراقي في العصر المغولي                                                        | مصطفى جواد          | 309        |
| المصاهرات بين العراق وإفريقية التونسية                                                | عبد الوهاب الصمادحي | 332        |
| العلماء والخبراء الفنيون: إعدادهم في بلاد مبتدئة                                      | شيث نعمان           | 340        |
| بعض مشاهداتي وانطباعاتي عن الولايات المتحدة الأمريكية                                 | محيي الدين يوسف     | 351        |
| معجم المصطلحات العلمية التي وضعها المجمع                                              | جواد علي            | 368        |
| مبحث في سلامة العربية                                                                 | مصطفى جواد          | 373        |
| الكلمات العربية الشائعة في اللغة الإنكليزية                                           | جرجيس فتح الله      | 385        |
| رسائل إسماعيلية قديمة نادرة                                                           | عبد الحميد الدجيلي  | 405        |
| الكتب                                                                                 |                     |            |
| أنباه الرواة على أنباه النحاة - تأليف: جمال الدين أبي الحسن على بن يوسف القفطي الوزير | مصطفى جواد          | 422        |
| فهرس المخطوطات المصورة                                                                | مصطفى جواد          | 441        |
| أمثال قرآن                                                                            | جواد علي            | 444        |
| كتاب الترياق                                                                          | جواد علي            | 445        |
| المحيط                                                                                | جواد علي            | 446        |
| الموفي في النحو الكوفي                                                                | محمد بهجة الأثري    | 447        |
| نظام المجمع العلمي البريطاني                                                          | محمود شكري محمد     | 453        |
| حركة إحياء التراث القديم - إعادة طبع تفسير الطبري                                     | جواد علي            | 461        |
| خلاصة عن أعمال المجمع العلمي العراقي                                                  | جواد علي            | 463        |

### المجلد الرابع
صدر المجلد الرابع بجزأين.

#### الجزء الأول
صدر الجزء الأول من المجلد الرابع في مارس 1956.
| اسم المقالة                                                                              | اسم الكاتب         | رقم الصفحة |
| المقالات                                                                                 | المقالات           | المقالات   |
| ---------------------------------------------------------------------------------------- | ------------------ | ---------- |
| أهمية المنطق                                                                             | منير القاضي        | 3          |
| كاتب الدولتين النوربة والصلاحية                                                          | محمد بهجة الأثري   | 16         |
| رسالتان لابن حبيب                                                                        | محمد حميد الله     | 35         |
| خالد بن الوليد في العراق                                                                 | طه الهاشمي         | 46         |
| جاوان القبيلة الكردية المنسية ومشاهير الجاوانيين                                         | مصطفى جواد         | 84         |
| أثر الأصابع في العد                                                                      | محيي الدين يوسف    | 122        |
| قصيدة تتضمن عدة قصائد للبيتوشي                                                           | محمد الخال         | 138        |
| ولاة بغداد من سنة 1322 هـ (1907م) إلى الاحتلال البريطاني (1917م)                         | يعقوب نعوم سركيس   | 156        |
| مبحث في سلامة اللغة العربية                                                              | مصطفى جواد         | 167        |
| كتابة أبرهة                                                                              | جواد علي           | 186        |
| الكلمات العربية النائمة في اللغة الإنكليزية                                              | جرجيس فتح الله     | 220        |
| الدينار الإسلامي لملوك الطوائف والمتغلبة على الدولة العباسية                             | ناصر النقشبندي     | 232        |
| رسائل إسماعيلية قديمة نادرة                                                              | عبد الحميد الدجيلي | 251        |
| مصادر دراسة الشعر العربي في العراق وبلاد العجم (أواسط القرن الخامس - أواسط القرن السادس) | علي جواد الطاهر    | 265        |
| الكتب                                                                                    |                    |            |
| محمد إقبال: سيرته وفلسفته وشعره                                                          | محمد بهجة الأثري   | 282        |
| طبقات الأطباء والحكماء                                                                   | محمد بهجة الأثري   | 284        |
| قطع من كتاب الردة                                                                        | محمد بهجة الأثري   | 286        |
| قره كوز                                                                                  | محمد بهجة الأثري   | 288        |
| مجلة معهد المخطوطات العربية                                                              | جواد علي           | 289        |
| منتخبات من الجواب على اقتراح الأحباب                                                     | جواد علي           | 293        |
| مباهج الفلسفة                                                                            | جواد علي           | 294        |
| النظرة العلمية                                                                           | جواد علي           | 296        |
| الثقافة الإسلامية والحياة المعاصرة                                                       | جواد علي           | 297        |
| جريدة القصر وجريدة العصر (القسم العراقي)                                                 | كمال إبراهيم       | 300        |
| إنباء الرواة على أنباء النجاة                                                            | مصطفى جواد         | 302        |
| تاريخ مدينة دمشق                                                                         | محمد بهجة الأثري   | 311        |
| الأنباء والآراء                                                                          |                    |            |
| رأي في إصلاح قواعد الإملاء العربي                                                        | محمد بهجة الأثري   | 320        |
| في "الموفي في النحو الكوفي" أيضاً                                                         | محمد بهجة الأثري   | 327        |
| معجم مصطلحات المجمع العلمي العراقي                                                       | جواد علي           | 331        |
| خلاصة عن أعمال المجمع العلمي العراقي                                                     | جواد علي           | 345        |

#### الجزء الثاني
صدر الجزء الثاني من المجلد الرابع في أكتوبر 1956.
| اسم المقالة                                            | اسم الكاتب         | رقم الصفحة |
| المقالات                                               | المقالات           | المقالات   |
| ------------------------------------------------------ | ------------------ | ---------- |
| آلتون كوبرو- الجسر الذهب                               | توفيق وهبي         | 357        |
| مميزات طب الرازي                                       | هاشم الوتري        | 385        |
| أصول اللهجة العراقية                                   | محمد رضا الشبيبي   | 395        |
| النشاط الآثاري في العراق وأثره في تفهم الحضارة البشرية | ناجي الأصيل        | 493        |
| الثقافة العقلية والحال الاجتماعية في عصر ابن سينا      | مصطفى جواد         | 502        |
| تدوين الشعر الجاهلي                                    | جواد علي           | 520        |
| العمود الخالي                                          | محيي الدين يوسف    | 564        |
| الكلمات العربية الشائعة في اللغة الإنكليزية            | جرجيس فتح الله     | 579        |
| الدينار الإسلامي (الدينار الأتابكي)                    | ناصر النقشبندي     | 594        |
| كتاب مجموع الأعياد والطريقة الخصبية                    | عبد الحميد الدجيلي | 618        |
| جيش المسلمين في عهد بني أمية                           | محمود شيت خطاب     | 630        |
| معجم مصطلحات المجمع العلمي العراقي                     | رئيس التحرير       | 651        |
| الكتب                                                  |                    |            |
| الدستور القرآني في شؤون الحياة                         | منير القاضي        | 670        |
| معجم ألفاظ القرآن الكريم                               | جواد علي           | 671        |
| أنباه الرواة على أنباء النحاة                          | مصطفى جواد         | 676        |
| تلخيص مجمع الآداب - الجزء الخامس                       | مصطفى جواد         | 694        |
| تأريخ الموسيقى العربية                                 | جرجيس فتح الله     | 704        |
| دارسات في قراطيس عربية                                 | جواد علي           | 727        |
| الأنباء والآراء                                        |                    |            |
| خلاصة لأعمال المجمع العلمي العراقي                     | جواد علي           | 729        |
| خطبة الأستاذ محمد بهجة الأثري فيه                      | رئيس التحرير       | 732        |
| أعمال المؤتمر ولجانه                                   | جواد علي           | 735        |
| توصيات المجمع العلمي العراقي                           | جواد علي           | 738        |
| مؤتمر اتحاد المجامع                                    | جواد علي           | 743        |
| نظامه الأساسي                                          | جواد علي           | 743        |
| موازنة المجمع                                          | جواد علي           | 747        |
| مطبوعاته                                               | جواد علي           | 747        |
| المصطلحات العلمية                                      | جواد علي           | 748        |
| محاضراته                                               | جواد علي           | 748        |
| أعمال الشعبة الفنية                                    | جواد علي           | 748        |
| مباداته                                                | جواد علي           | 749        |
| بناية المجمع                                           | جواد علي           | 750        |
| جوائزه                                                 | جواد علي           | 751        |
| ديوان الرئاسة                                          | جواد علي           | 751        |
| لجنة المجلة                                            | جواد علي           | 751        |
| الفهرست                                                | جواد علي           | 752        |

### المجلد الخامس
صدر المجلد في عام 1958.
| اسم المقالة                                                | اسم الكاتب            | رقم الصفحة |
| المقالات                                                   | المقالات              | المقالات   |
| ---------------------------------------------------------- | --------------------- | ---------- |
| المقدمة                                                    | المجمع العلمي العراقي | 2          |
| تسهيل الخط العربي                                          | منير القاضي           | 3          |
| الخواجة نصير الدين الطوسي وعلم الفلك                       | عباس العزاوي          | 10         |
| دراسات في العقل والدماغ                                    | هاشم الوتري           | 32         |
| الفتوة وأطوارها وأثرها في توحيد العرب والمسلمين            | مصطفى جواد            | 46         |
| حدود جديدة بعد الذرة                                       | شيث نعمان             | 82         |
| المدرسة الفيثاغورية                                        | محيي الدين يوسف       | 91         |
| وقعة نهر دجبل واحتلال المغول لمدينة بغداد                  | أحمد سوسة             | 107        |
| وحد القانون واحترامه                                       | منير القاضي           | 113        |
| محمد فيضي الزهاوي                                          | محمد الخال            | 124        |
| نظرية التوازي وأثر العرب فيها                              | محمد واصل الظاهر      | 141        |
| القتال في الإسلام                                          | محمود شيت خطاب        | 161        |
| في معاني أسماء الأصوات في كتاب الأغاني للأصبهاني           | جرجيس فتح الله        | 172        |
| مصطلحات صناعة النفط التي اصطلح عليها المجمع العلمي العراقي |                       | 201        |
| الكتب                                                      |                       |            |
| البيتوشي                                                   | منير القاضي           | 208        |
| النظم الدستورية في البلاد العربية                          | منير القاضي           | 210        |
| المجازات النبوية                                           | مصطفى جواد            | 212        |
| الأنباء والآراء                                            |                       |            |
| فضل العرب على الإفرنج                                      | محمد أحمد الصديقي     | 246        |
| فهرست المجلد الخامس من مجلة المجمع العلمي العراقي          |                       | 256        |

### المجلد السادس
صدر المجلد عام 1959.
| اسم المقالة                                                 | اسم الكاتب        | الصفحة   |
| المقالات                                                    | المقالات          | المقالات |
| ----------------------------------------------------------- | ----------------- | -------- |
| التربية في الإسلام                                          | محمد رضا الشبيبي  | 3        |
| خزانة العتبة الحسينية المقدسة                               | منير القاضي       | 16       |
| المجاميع الأدبية من مصادر تاريخنا الأدبي - في العهد العباسي | عباس العزاوي      | 38       |
| الشريعة الإسلامية - نظام اجتماعي شامل صالح                  | منير القاضي       | 53       |
| عبد الله بن سبأ                                             | جواد علي          | 66       |
| الضائع من معجم الأدباء - لياقوت الرومي الحموي               | مصطفى جواد        | 101      |
| سباخ الوادي                                                 | شيث نعمان         | 174      |
| مخطوطات المكتبة القادرية ببغداد                             | إبراهيم الدروبي   | 189      |
| دارسة المعجمات اللغوية - المصباح المنير                     | مصطفى جواد        | 231      |
| مصادر اللغة العربية وتاريخها - في العهود العباسية           | عباس العزاوي      | 264      |
| في عهد المغول والتركمان                                     | عباس العزاوي      | 271      |
| الفعل والنظام الفعلي في العربية                             | إبراهيم السامرائي | 277      |
| التركيب والبناء في العربية                                  | إبراهيم السامرائي | 286      |
| المجد الفيروز آبادي والقاموس المحيط                         | عباس العزاوي      | 297      |
| المجامع العلمية                                             | جواد علي          | 318      |
| مصطلحات في علوم الفضاء                                      | شيث نعمان         | 355      |
| الكتب                                                       |                   |          |
| في كتاب مؤرخ العراق ابن الفوطي - تعقيب وتصحيح               | محمد رضا الشبيبي  | 368      |
| الأعلام - تأليف: خير الدين الزركلي                          | جواد علي          | 548      |
| مصطلحات علم الكيمياء                                        | جواد علي          | 558      |
| كتاب بسط الأرض في الطول والعرض لابن سعيد المغربي            | جواد علي          | 560      |
| الدراسات الأدبية                                            | جواد علي          | 564      |
| كتاب الفلاحة                                                | جواد علي          | 565      |
| خلاصة أعمال المجمع العلمي العراقي                           | جواد علي          | 570      |
| تصحيح الغلط المطبعي في مقالة مؤرخ العراق ابن القوطي         |                   | 580      |
| بيان من المجمع                                              | منير القاضي       | 582      |

## عقد الستينيات

### المجلد السابع
صدر المجلد السابع عام 1960.
| اسم المقالة                        | اسم الكاتب            | الصفحة   |
| المقالات                           | المقالات              | المقالات |
| ---------------------------------- | --------------------- | -------- |
| المثل في القرآن الكريم             | منير القاضي           | 3        |
| النقد الأدبي ومصادره               | عباس العزاوي          | 36       |
| البحث العلمي عند العرب المسلمين    | جواد علي              | 125      |
| مؤلف جمهرة أشعار العرب             | مصطفى جواد            | 175      |
| وزراء السلاجقة في شعر عصرهم        | علي جواد الطاهر       | 197      |
| الدراسات العربية في اسبانية        | روفائيل بيداويد       | 211      |
| في تاريخ المشكلة اللغوية           | إبراهيم السامرائي     | 222      |
| مصطلحات في علم الغربة              | المجمع العلمي العراقي | 239      |
| الضائع من معجم الأدباء - باب الكتب | مصطفى جواد            | 256      |
| دراسات المعجمات اللغوية            | مصطفى جواد            | 293      |
| الكتب                              |                       |          |
| كتاب الإبدال                       | منير القاضي           | 303      |
| تعريف القدماء بأبي العلاء          | مصطفى جواد            | 307      |
| تاريخ الأدب العربي لكارل بروكلمن   | جواد علي              | 332      |
| ملحق فهرست المطبوعات العربية       | جواد علي              | 352      |
| حضرت عمركي سركاري خطوط             | جواد علي              | 353      |
| في عالم الكتب والاستشراق           | جواد علي              | 355      |
| خلاصة أعمال المجمع                 | جواد علي              | 366      |

### المجلد الثامن
صدر المجلد عام 1961.
| اسم المقالة                                                           | اسم الكاتب        | الصفحة   |
| المقالات                                                              | المقالات          | المقالات |
| --------------------------------------------------------------------- | ----------------- | -------- |
| مناظرات القرآن الكريم ومحاوراته                                       | منير القاضي       | 3        |
| النفس والدماغ                                                         | هاشم الوتري       | 26       |
| المعربات والمصطلحات                                                   | عباس العزاوي      | 46       |
| علم ابن النديم باليهودية والنصرانية                                   | جواد علي          | 84       |
| معجم مواضع واسط                                                       | مصطفى جواد        | 114      |
| حلقة مفقودة من تأريخ البصرة أو تاريخ الإمارة الأفراسيابية             | محمد الخال        | 172      |
| مخطوطات المكتبة العباسية في البصرة                                    | علي الخاقاني      | 218      |
| أجوبة أسئلة وجهتها مديرية الإذاعة إلى رئيس المجمع                     | منير القاضي       | 314      |
| أبو نواس                                                              | منير القاضي       | 319      |
| خطوط المصاحف الشريفة                                                  | عباس العزاوي      | 324      |
| تحقيق رسالة أبي عثمان عمرو بن بحر الجاحظ في مدح الكتب والحث على جمعها | إبراهيم السامرائي | 331      |
| مصطلحات في التربية البدنية                                            | رئيس التحرير      | 343      |
| الكتب                                                                 |                   |          |
| خريدة القصر وجريدة العصر                                              | مصطفى جواد        | 384      |
| أدب المغاربة والأندلسيين                                              | منير القاضي       | 404      |
| مفرج الكروب في أخبار بني أيوب                                         | مصطفى جواد        | 408      |
| موارد تاريخ الطبري                                                    |                   | 425      |
| خلاصة أعمال المجمع العلمي العراقي                                     |                   | 437      |

### المجلد التاسع
صدر في 1961.
| اسم المقالة                                  | اسم الكاتب       | رقم الصفحة |
| الأبحاث                                      | الأبحاث          | الأبحاث    |
| -------------------------------------------- | ---------------- | ---------- |
| القصة في القرآن الكريم                       | منير القاضي      | 3          |
| الإمام أبو حامد الغزالي                      | منير القاضي      | 27         |
| ابن الفوطي                                   | مصطفى جواد       | 43         |
| مشروع سنحاريب الإرواء منطقة نينوى            | أحمد سوسة        | 174        |
| النثر الأدبي ومصادره في العهد العثماني       | عباس العزاوي     | 211        |
| أصول نفسية واجتماعية في اللغة والنحو         | كامل مصطفى الشبي | 299        |
| شكل الأرض - دراسة لتطور الفكرة عند العرب     | حبيب الراوي      | 316        |
| مصادر شرح نهج البلاغة لابن أبي الحديد        | صفاء خلوصي       | 330        |
| مصطلحات السكك الحديد - المجمع العلمي العراقي | المجمع العلمي    | 349        |
| مخطوطات المكتبة العباسية في البصرة           | علي الخاقاني     | 365        |
| باب الكتب                                    |                  |            |
| قصة الإيمان مع العلم والفلسفة والقرآن        | منير القاضي      | 429        |
| المعارف                                      | مصطفى جواد       | 433        |
| العلم عند العرب واثره في تطور العلم العالمي  |                  | 460        |
| الحروب الصليبية في المشرق والمغرب            |                  | 460        |
| التمام في تفسير أشعار هذيل                   |                  | 460        |
| ديوان القطامي                                | يوسف عز الدين    | 461        |
| ديوان قيس بن الخطيم                          |                  | 461        |
| الخيال الشعري عند العرب                      |                  | 462        |
| مدن العراق القديمة                           |                  | 462        |
| حديث الثلاثاء - الكتاب الرابع                |                  | 462        |

### المجلد العاشر
صدر المجلد التاسع عام 1962
| اسم المقالة                                                | اسم الكاتب        | الصفحة   |
| المقالات                                                   | المقالات          | المقالات |
| ---------------------------------------------------------- | ----------------- | -------- |
| الآلة والأداة في اللغة العربية                             | محمد بهجة الأثري  | 3        |
| الفيضان وغرق بغداد في العصر العباسي                        | أحمد سوسة         | 30       |
| أصفهان معقل الأدب العربي في إيران                          | مصطفى جواد        | 69       |
| مصطلحات لمصلحة نقل الركاب                                  | رئيس التحرير      | 95       |
| كتاب خلق الإنسان للزجاج                                    | إبراهيم السامرائي | 106      |
| ما عرفه ابن النديم عن اليهودية والنصرانية                  | جواد علي          | 156      |
| المنطق والرياضيات                                          | ياسين خليل        | 184      |
| مخطوطات المكتبة العباسية في البصرة                         | علي الخاقاني      | 205      |
| منهج السكاكي في البلاغة                                    | أحمد مطلوب        | 275      |
| الكتب                                                      |                   |          |
| أعتاب الكتاب                                               | مصطفى جواد        | 310      |
| أخبار البحتري                                              | مصطفى جواد        | 321      |
| النخل في تاريخ العراق                                      | جعفر الخياط       | 327      |
| مخطوطة شعر الأخرس                                          | مصطفى جواد        | 340      |
| مخطوطة شعر الأخرس (تعليق واستدراك)                         | يوسف عز الدين     | 343      |
| حاضر اللغة العربية في الشام علم اللغة                      | يوسف عز الدين     | 345      |
| مقدمة في النحو تكوين الشخصية                               | يوسف عز الدين     | 346      |
| شرح قانون الأحوال الشخصية - الشعر                          | يوسف عز الدين     | 348      |
| الورغي - الباجي السعودي                                    | يوسف عز الدين     | 349      |
| سوس العالمة - دراسات إحصائية عن التطور الاقتصادي في العراق | يوسف عز الدين     | 351      |
| الزهاوي وديوانه المفقود                                    | يوسف عز الدين     | 353      |
| البيتوشي - التوقيعات التدريسية                             | يوسف عز الدين     | 357      |
| المثاني - محمد الهاشمي                                     | يوسف عز الدين     | 359      |
| قانون المجمع العلمي العراقي                                | رئيس التحرير      | 371      |
| الأسباب الموجبة                                            | رئيس التحرير      | 379      |

### المجلد الحادي عشر
صدر المجلد عام 1964
| اسم المقالة                                       | اسم الكاتب           | الصفحة |
| ------------------------------------------------- | -------------------- | ------ |
| تمهيد                                             | محمد رضا الشبيبي     | 1      |
| رحلة في بادية السماوة- المقدمة                    | محمد رضا الشبيبي     | 3      |
| رواد السماوة                                      | رئيس التحرير         | 37     |
| رحلة في بادية السماوة                             | محمد رضا الشبيبي     | 51     |
| الأحنف بن قيس                                     | محمود شيت خطاب       | 83     |
| المصادر                                           | رئيس التحرير         | 122    |
| نظام الضرائب في خراسان في صدر الإسلام             | عبد العزيز الدوري    | 125    |
| دارسة صقلية                                       | حسين مؤنس            | 138    |
| المؤلفات العربية عن المدينة والحجاز               | صالح أحمد العلي      | 168    |
| أثر اللغة العربية في اللغة التاجيكية              | حسين علي محفوظ       | 208    |
| المنطق والرياضيات                                 | ياسين خليل           | 232    |
| في تاريخ المشكلة اللغوية                          | إبراهيم السامرائي    | 267    |
| العبر في خير من عبر                               | مصطفى جواد           | 282    |
| تاريخ المن بالإمامة تأليف ابن صاحب الصلاة         | عبد الهادي التازي    | 293    |
| تحية المجمع                                       | عبد السلام محمد عارف | 325    |
| جواب السيد رئيس المجمع العلمي العراقي             | محمد رضا الشبيبي     | 327    |
| العقاد فقيد مجامع اللغة العربية                   | محمد رضا الشبيبي     | 329    |
| عباس محمود العقاد (1899 - 1964)                   | عبد العزيز البسام    | 333    |
| الشيخ محمد رضا المظفر عضو المجمع                  | محمد رضا الشبيبي     | 337    |
| جامعة النجف الأشرف وجامعة القرويين                | محمد رضا المظفر      | 343    |
| خلاصة أعمال المجمع                                | يوسف عز الدين        | 352    |
| مذكرة بوقائع المجمع العلمي العراقي في فترة العطلة | محمد رضا الشبيبي     | 365    |
| قائمة بما يوجد في مكتبة المجمع العلمي العراقي     | رئيس التحرير         | 369    |

### المجلد الثاني عشر
صدر عام 1965
| اسم المقالة                                         | اسم الكاتب         | رقم الصفحة |
| المقالات                                            | المقالات           | المقالات   |
| --------------------------------------------------- | ------------------ | ---------- |
| رحلة إلى المغرب الأقصى                              | محمد رضا الشبيبي   | 3          |
| قتيبة بن مسلم الباهلي                               | محمود شيت خطاب     | 41         |
| الاشتراك والترادف                                   | محمد تقي الحكيم    | 73         |
| دار الخلافة العباسية - تعيين موضعها وأشهر مبانيها   | مصطفى جواد         | 98         |
| الورق والوارقة في الحضارة الإسلامية                 | محمد طه الحاجري    | 116        |
| أثر اللغة العربية في اللغة التاجيكية                | حسين علي محفوظ     | 139        |
| فهرست المخطوطات العربية                             | كوركيس عواد        | 165        |
| السيد علي آل طاووس                                  | محمد حسن آل ياسين  | 192        |
| بين مصر والعراق في ميدان العلاقات الثقافية          | محمد رضا الشبيبي   | 214        |
| كعب بن مالك الأنصاري                                | يحيى الجبوري       | 223        |
| الإسلام في بلاد المجر                               | عبد الكريم جرمانوس | 233        |
| وقائع مؤتمر مجمع اللغة العربية                      | محمد رضا الشبيبي   | 242        |
| الكتب                                               |                    |            |
| كتاب خلق الإنسان                                    | محمد رضا الشبيبي   | 261        |
| اللسان العربي                                       | محمد رضا الشبيبي   | 262        |
| التقرير السنوي للعام الدراسي - المعجم اللغوي الكبير | محمد رضا الشبيبي   | 263        |
| رسالة أبي حيان التوحيدي - معجم رجال الفكر والأدب    | محمد رضا الشبيبي   | 264        |
| مطبوعات حديثة                                       | محمد رضا الشبيبي   | 265        |
| رحلة في بادية السماوة                               | محمد رضا الشبيبي   | 266        |
| وقائع مؤتمر مجمع اللغة العربية                      | محمد رضا الشبيبي   | 268        |
| التعريف بمخطوطة الدر اللقيط في إغلاق القاموس المحيط | إبراهيم السامرائي  | 269        |
| العبر في خبر من غبر                                 | مصطفى جواد         | 286        |
| أنباء وآراء                                         |                    |            |
| موسوعة المغرب العربي                                | جعفر الخياط        | 307        |
| رأي في مصطلحات المجمع العلمي العراقي                | جعفر الخياط        | 313        |
| الفهرس                                              |                    | 320        |

### المجلد الثالث عشر
صدر عام 1966
| اسم المقالة                                                             | اسم الكاتب           | رقم الصفحة |
| المقالات                                                                | المقالات             | المقالات   |
| ----------------------------------------------------------------------- | -------------------- | ---------- |
| كلمة الافتتاح                                                           | رئيس التحرير         | 5          |
| الجغرافيون العرب وروسيا                                                 | عبد العزيز الدوري    | 7          |
| الألبسة العربية في القرن الأول الهجري                                   | صالح أحمد العلي      | 41         |
| الورق والوارقة في الحضارة الإسلامية                                     | محمد طه الحاجري      | 63         |
| الفصد في الطب القديم                                                    | عبد اللطيف البدري    | 89         |
| شعر النجاشي الحارثي                                                     | سليم النعيمي         | 95         |
| تحقيق نصوص - المقابسات                                                  | عبد الرزاق محي الدين | 128        |
| قتيبة بن مسلم الباهلي                                                   | محمود شيت خطاب       | 145        |
| النسبة الاقتصادية لحديد التسليح في خرسانة السقوف والأعتاب               | جميل الملائكة        | 170        |
| من حديث الماء في الأدب العربي                                           | جميل سعيد            | 187        |
| درر العقود الفريدة في تراجم الأعيان المفيدة للمقريزي                    | محمود الجليلي        | 201        |
| ترجمة ابن خلدون للمقريزي                                                | محمود الجليلي        | 215        |
| مرض ابن خلدون وتأثيره على تأليفه                                        | محمود الجليلي        | 243        |
| أرجوزة السيد خليل البصير                                                | سعيد الديوه جي       | 247        |
| الجديد في اللغة والمعجم العربي الحديث                                   | إبراهيم السامرائي    | 265        |
| السيد علي آل طاووس                                                      | محمد حسن آل ياسين    | 276        |
| مقدمة المؤنثات السماعية                                                 | محمد الخال           | 310        |
| طرائف التراث العربي الإسلامي                                            | عبد الهادي التازي    | 340        |
| الكتب                                                                   |                      |            |
| مخطوطة كتاب الفاضل في صفة الأدب الكامل                                  | يوسف يعقوب مسكوني    | 361        |
| بقية الأدارسة بمصر                                                      | مصطفى جواد           | 374        |
| النبوغ المغربي في الأدب العربي                                          | محمود شيت خطاب       | 382        |
| محمد رضا الشبيبي                                                        | رئيس التحرير         | 389        |
| أنباء وآراء                                                             |                      |            |
| مجمع اللغة العربية                                                      | لجنة المجلة          | 393        |
| خلاصة أعمال المجمع العلمي العراقي                                       | يوسف عز الدين        | 402        |
| النظام الداخلي للمجمع العلمي العراقي                                    | رئيس التحرير         | 414        |
| الألبسة العربية في القرن الأول الهجري (بقية)                            | صالح أحمد العلي      | 418        |
| بعض مطبوعات المجمع العلمي العراقي خلال دورة مجمع اللغة العربية في بغداد |                      | 426        |
| الفهرس                                                                  |                      | 427        |

### المجلد الرابع عشر
صدر في مارس 1967
| اسم المقالة                        | اسم الكاتب        | رقم الصفحة |
| ---------------------------------- | ----------------- | ---------- |
| مصادر خطط بغداد في العصور العباسية | صالح أحمد العلي   | 3          |
| نبذة عن جابر بن حيان               | فاضل الطائي       | 34         |
| مصادر البحث                        | رئيس التحرير      | 52         |
| الشعر والإنشاد                     | جميل سعيد         | 56         |
| ابن الفوطي                         | مصطفى جواد        | 77         |
| زهير بن قيس البلوي                 | محمود شيت خطاب    | 85         |
| رسالة في الأحجار الكريمة           | كوركيس عواد       | 108        |
| المؤنثات السماعية                  | محمد الخال        | 121        |
| أنيس الجليس في أخبار تنيس          | جمال الدين الشيال | 151        |
| التراث الجغرافي اللغوي عند العرب   | حسين نصار         | 190        |
| مصطلحات عمال الغزل والنسيج         | رئيس التحرير      | 225        |
| تاريخ علماء المستنصرية             | مصطفى جواد        | 229        |
| خلاصة أعمال المجمع العلمي العراقي  | يوسف عز الدين     | 272        |

### المجلد الخامس عشر
صدر في سبتمبر 1967
| اسم المقالة                              | اسم الكاتب              | رقم الصفحة |
| ---------------------------------------- | ----------------------- | ---------- |
| ألقاب الغناء ومصطلحاته                   | أحمد عبد الستار الجواري | 3          |
| ظهور الخوارج                             | سليم النعيمي            | 10         |
| سعيد بن عثمان بن عفان الأموي             | محمود شيت خطاب          | 39         |
| تطور الفكر القومي                        | يوسف عز الدين           | 51         |
| في اللهجات المغربية والأندلسية           | إبراهيم السامرائي       | 71         |
| رسالتان للزمخشري                         | بهيجة باقر الحسني       | 87         |
| الذرية المنطقية                          | ياسين خليل              | 129        |
| رسائل الخراز - أبو سعيد الخراز           | قاسم السامرائي          | 158        |
| ابن البصال رائد الفن الزراعي الحديث      | جعفر الخياط             | 214        |
| مصطلحات مقاومة المواد وهندسة إسالة الماء | جعفر الخياط             | 229        |
| مصطلحات هندسة إسالة الماء                | جعفر الخياط             | 237        |
| مصطلحات التشريح                          | جعفر الخياط             | 243        |
| مخطوطات المكتبة المركزية في الموصل       | سعيد الديوه جي          | 295        |
| التعريف بكتاب روضة القضاة وطريق النجاة   | صلاح الدين الناهي       | 329        |
| السويس ليست الفرما                       | أحمد خيري               | 356        |
| الفهرس                                   |                         | 358        |

### المجلد السادس عشر
صدر عام 1968
| اسم المقالة                          | اسم الكاتب              | رقم الصفحة |
| ------------------------------------ | ----------------------- | ---------- |
| العمل المعجمي بين علوم اللغة العربية | عبد الرزاق محي الدين    | 3          |
| الشعر والإنشاد                       | جميل سعيد               | 7          |
| حالة أوربا العلمية                   | جميل الملائكة           | 35         |
| اسم الفعل                            | سليم النعيمي            | 60         |
| ملاحظات حول كتاب المصطلحات العسكرية  | عبد الرزاق محي الدين    | 90         |
| مع الرازي في كيميائه                 | فاضل الطائي             | 99         |
| محمد بن القاسم الثقفي                | محمود شيت خطاب          | 127        |
| رأي في مصادر الأفعال الثلاثية        | أحمد عبد الستار الجواري | 149        |
| مصطلحات علم الجراحة والتشريح         | رئيس التحرير            | 154        |
| نظرة مقارنة في التأنيث والتذكير      | إبراهيم السامرائي       | 209        |
| الدر الدائر المنتخب                  | بهيجة باقر الحسني       | 224        |
| الصحين                               | محمد رشيد الفيل         | 268        |
| كتاب الاشتقاق                        | محمد حسن آل ياسين       | 317        |
| خلاصة أعمال المجمع                   | يوسف عز الدين           | 357        |

### المجلد السابع عشر
صدر في مارس 1969
| اسم المقالة                                             | اسم الكاتب           | رقم الصفحة |
| المقالات                                                | المقالات             | المقالات   |
| ------------------------------------------------------- | -------------------- | ---------- |
| خرائط كتاب الأقاليم للاصطخري                            | إبراهيم شوكة         | 3          |
| بعض القواعد التي سارت عليها لجنة وضع المصطلحات الهندسية | جميل الملائكة        | 29         |
| أخطاء في دائرة المعارف الإسلامية الطبعة الجديدة         | سليم النعيمي         | 35         |
| تنظيمات الرسول الإدارية في المدينة                      | صالح أحمد العلي      | 50         |
| نقد الجزء الخامس من كتاب العبر في خبر من عبر            | مصطفى جواد           | 70         |
| مشاركة العراق في نشر التراث العربي                      | كوركيس عواد          | 98         |
| النصرة في أخبار البصرة                                  | يوسف عز الدين        | 182        |
| مصطلحات علم الولادة                                     | رئيس التحرير         | 206        |
| محاولة للدفاع عن بر العدوة                              | عبد الرحمن الفاسي    | 226        |
| أربع رسائل في التصوف                                    | قاسم السامرائي       | 259        |
| أنباء وآراء                                             |                      |            |
| حياة الشبيبي وسيرته                                     | عبد الرزاق محي الدين | 285        |
| أعمدة الأدب العراقيون في مجمع اللغة العربية بالقاهرة    | إبراهيم مدكور        | 297        |
| الكتب                                                   |                      |            |
| ملاحظات على مصور الخط العربي                            | مصطفى جواد           | 305        |
| خلاصة أعمال المجمع                                      | يوسف عز الدين        | 311        |

### المجلد الثامن عشر
صدر في سبتمبر 1969
| اسم المقالة                                              | اسم الكاتب            | رقم الصفحة |
| المقالات                                                 | المقالات              | المقالات   |
| -------------------------------------------------------- | --------------------- | ---------- |
| تحية وتبريك                                              | رئيس التحرير          | 3          |
| في سبيل التنسيق بين المجامع اللغوية                      | رئيس التحرير          | 5          |
| مناسبة كريمة                                             | عبد الرزاق محي الدين  | 6          |
| مع البيروني في كتاب الصيدنة                              | فاضل الطائي           | 13         |
| تتمة واستدراك على مصادر دراسة خطط بغداد في العصر العباسي | مصطفى جواد            | 44         |
| نظام الفعلية في العربية                                  | إبراهيم السامرائي     | 56         |
| الطنافس اليدوية في العصر الإسلامي                        | محمد عبد العزيز مرزوق | 65         |
| كراهة توالي الأمثال في أبنية العربية                     | رمضان عبد التواب      | 122        |
| قضاة بغداد في العصر العباسي                              | صالح أحمد العلي       | 145        |
| آراء في الموشح                                           | حكمة الأوسي           | 209        |
| الثدييات في كتاب حياة الحيوان الكبرى للدميري             | جليل أبو الحب         | 225        |
| أربع رسائل في التصوف                                     | قاسم السامرائي        | 242        |
| محمد الفهمي الموصلي                                      | محمد صديق الجليلي     | 287        |
| النصرة في أخبار البصرة                                   | يوسف عز الدين         | 297        |
| شروح وتعليقات                                            | رئيس التحرير          | 303        |
| بقية من شعر أسامة بن منقذ                                | مصطفى حجازي           | 334        |
| الكتب                                                    |                       |            |
| تاريخ واسط استدراك وتوجيه                                | مصطفى جواد            | 349        |
| أنباء وآراء                                              |                       |            |
| نعي العلامة الدكتور مصطفي جواد عضو المجمع العلمي العراقي | عبد الرزاق محي الدين  | 361        |

## عقد السبعينيات

### المجلد التاسع عشر
صدر في مارس 1970
| اسم المقالة                                                           | اسم الكاتب              | رقم الصفحة |
| --------------------------------------------------------------------- | ----------------------- | ---------- |
| الاصطرلاب طرق وأساليب رسمه وصنعته                                     | إبراهيم شوكة            | 3          |
| بحث رسوم الإصطرلاب                                                    | رئيس التحرير            | 38         |
| لغة الشعر                                                             | جميل سعيد               | 95         |
| ن والقلم وما يسطرون                                                   | مصطفى جواد              | 121        |
| ليبيا لدى الرحالة المغاربة                                            | عبد الهادي التازي       | 131        |
| مصطلحات علوم المياه                                                   | رئيس التحرير            | 141        |
| كتاب الوزارات                                                         | عبد الحميد العلوجي      | 149        |
| المخطوط رقم 1355 شعر في المكتبة القادرية المسمى خطأ بـ"حديقة الزوراء" | عبد الرحمن الكيلاني     | 165        |
| تعقيب وإيضاح                                                          | الحاج هاشم محمد الرجب   | 177        |
| تعليق                                                                 | أحمد عبد الستار الجواري | 189        |
| التعريف بكتاب المثقف في الفتاوي                                       | صلاح الدين الناهي       | 190        |
| خاتمة البحث                                                           | صلاح الدين الناهي       | 217        |
| أنباء وآراء                                                           | عبد الرزاق محي الدين    | 221        |
| خلاصة أعمال المجمع                                                    | يوسف عز الدين           | 226        |
| تصويبات لبحث الاصطرلاب                                                | إبراهيم شوكة            | 238        |
| مطبوعات المجمع العلمي العراقي - المعدة للبيع                          | رئيس التحرير            | 240        |

### المجلد العشرون
صدر عام سبتمبر 1970
| اسم المقالة                                | اسم الكاتب            | رقم الصفحة |
| مقالات                                     | مقالات                | مقالات     |
| ------------------------------------------ | --------------------- | ---------- |
| نشأة الإقطاع في المجتمعات الإسلامية        | عبد العزيز الدوري     | 3          |
| القضاء في الإسلام وأشهر قضاته              | محمد شفيق العاني      | 25         |
| العطاء في الحجاز                           | صالح أحمد العلي       | 37         |
| المصحف الشريف - دراسة تاريخية فنية         | محمد عبد العزيز مرزوق | 88         |
| مساهمة الفكر العربي                        | محمود محمد قاسم       | 138        |
| مصطلحات علوم المياه                        | رئيس التحرير          | 154        |
| من تراثنا العلمي - البرمائيات والزواحف     | جليل أبو الحب         | 162        |
| منصفات جديدة                               | نوري حمودي القيسي     | 186        |
| صورة بشار بن برد في كتاب الأغاني           | محسن غياض             | 192        |
| الكتب                                      |                       |            |
| بحوث ودراسات في العروبة وآدابها            | يوسف عز الدين         | 219        |
| أنباء وآراء                                |                       |            |
| مطبوعات المجمع العلمي العراقي المعدة للبيع | رئيس التحرير          | 227        |

### المجلد الحادي والعشرون
صدر عام 1971
| اسم المقالة                                                                          | اسم الكاتب           | رقم الصفحة |
| ------------------------------------------------------------------------------------ | -------------------- | ---------- |
| جزيرة العرب من نزهة المشتاق للشريف الإدريسي                                          | إبراهيم شوكة         | 3          |
| ديار العرب من أنس المهج للإدريسي                                                     | إبراهيم شوكة         | 60         |
| الجامعة ومتطلبات المجتمع المعاصر                                                     | عبد اللطيف البدري    | 73         |
| جيش الروم أيام الفتح الإسلامي                                                        | محمود شيت خطاب       | 133        |
| مصطلحات علوم المياه (القسم الثالث)                                                   | رئيس التحرير         | 151        |
| كتاب تمام فصيح الكلام                                                                | إبراهيم السامرائي    | 160        |
| يحيى بن الحكم الغزال                                                                 | حكمة الأوسي          | 196        |
| مشكلة الضاد العربية وتراث الضاد والظاء                                               | رمضان عبد التواب     | 214        |
| أنباء وآراء - جلسة الهيئة العامة للمجمع العلمي العراقي والمجمع العلمي الكردي العراقي |                      | 241        |
| كلمة رئيس المجمع العلمي العراقي في حفلة تأسيس المجمع العلمي الكردي العراقي           | عبد الرزاق محي الدين | 243        |
| كلمة السيد إحسان شيرزاد رئيس المجمع العلمي الكردي العراقي في الاجتماع الأول          | رئيس التحرير         | 247        |
| كلمة رئيس المجمع العلمي العراقي في المرحوم الحاج حمدي الأعظمي                        | رئيس التحرير         | 249        |
| خلاصة أعمال المجمع العلمي العراقي                                                    | يوسف عز الدين        |            |

### المجلد الثاني والعشرون
صدر في مارس 1973
| اسم المقالة                                                               | اسم الكاتب   | رقم الصفحة |
| ------------------------------------------------------------------------- | ------------ | ---------- |
| تيسير العمل بالاصطرلاب                                                    | إبراهيم شوكة | 3          |
| لغة الشعر                                                                 | جميل سعيد    | 79         |
| مدارس قبل النظامية                                                        | ناجي معروف   | 103        |
| المراسم والتشريفات                                                        | سليم النعيمي | 172        |
| مع الرازي في كتاب سر الأسرار                                              | فاضل الطائي  | 177        |
| معجم مصطلحات علوم المياه (القسم الرابع)                                   | رئيس التحرير | 204        |
| مناسبات خلال السنة المجمعية 71 - 1972م                                    | رئيس التحرير | 210        |
| كلمة السيد رئيس المجمع العلمي العراقي في افتتاح السنة المجمعية 71 - 1972م | رئيس التحرير | 212        |
| التقرير السنوي                                                            | رئيس التحرير | 214        |
| تصويب                                                                     | رئيس التحرير | 230        |

### المجلد الثالث والعشرون
صدر في سبتمبر 1973
| اسم المقالة                                  | اسم الكاتب              | رقم الصفحة |
| -------------------------------------------- | ----------------------- | ---------- |
| تحقيق الجزيرة والعراق                        | إبراهيم شوكة            | 1          |
| ملاحظات حول معجم الفيزياء                    | جميل الملائكة           | 73         |
| النحت                                        | سليم النعيمي            | 89         |
| ملاحظات حول معجم الكيمياء                    | فاضل الطائي             | 100        |
| تطور فهرست المخطوطات في العراق               | كوركيس عواد             | 110        |
| استجازة الحافظ السلفي الشيخ الزمخشري         | بهيجة باقر الحسني       | 157        |
| بحوث رياضية مقارنة للفترة العربية الإسلامية  | رشيد عبد الرزاق الصالحي | 196        |
| التقويم الشمسي العثماني                      | محمد صديق الجليلي       | 227        |
| سليمان بن ربيعة الباهلي                      | محمود شيت خطاب          | 240        |
| رأي لغوي في مؤدي قولهم                       | محمد تقي الحكيم         | 257        |
| تقرير عن الاحتفال بالشخصيات والحوادث العظيمة | رئيس التحرير            | 262        |
| ندوة دمشق                                    | سليم النعيمي            | 277        |
| معجم مصطلحات علوم المياه (القسم الخامس)      | جميل الملائكة           | 283        |
| 1- كلمة في تأبين الأستاذ كمال إبراهيم        | عبد الرزاق محي الدين    | 296        |
| 2- كلمة في تأبين الأستاذ كمال إبراهيم        | أحمد عبد الستار الجواري | 297        |
| 3- كلمة في تأبين الأستاذ كمال إبراهيم        | عبد الرزاق محي الدين    | 298        |
| كلمة الأستاذ الدكتور أحمد عبد الستار الجواري | أحمد عبد الستار الجواري | 302        |
| كلمة الأستاذ الدكتور إبراهيم السامرائي       | إبراهيم السامرائي       | 304        |
| صدي وفاة المرحوم الأستاذ كمال إبراهيم        | رشيد الأعظمي            | 306        |
| الخطاط هاشم محمد البغدادي                    | وليد الأعظمي            | 310        |
| أنباء                                        | عبد الرزاق محي الدين    | 317        |

### المجلد الرابع والعشرون
صدر في مارس 1974
| اسم المقالة                                                               | اسم الكاتب           | رقم الصفحة |
| ------------------------------------------------------------------------- | -------------------- | ---------- |
| طه حسين                                                                   | عبد الرزاق محي الدين | 3          |
| في مستلزمات المصطلح العلمي                                                | جميل الملائكة        | 9          |
| ألفاظ من رحلة ابن بطوطة                                                   | سليم النعيمي         | 19         |
| مع البيروني في كتابه (الجماهر في معرفة الجواهر)                           | فاضل الطائي          | 51         |
| قادة الفتح الإسلامي - عبد الرحمن ذو النور بن ربيعة الباهلي                | محمود شيت خطاب       | 83         |
| عبد الرحمن بن سمرة القرشي العبشمي                                         | محمود شيت خطاب       | 93         |
| ابن فتوح الهمداني الإسكندراني                                             | ناجي معروف           | 101        |
| مصادر دراسة تاريخ الكوفة في القرون الإسلامية الأولى                       | صالح أحمد العلي      | 137        |
| لغات الجزيرة العربية - العربية. أم اللغات السامية                         | باكزة رفيق حلمي      | 172        |
| أسطورة الأبيات الخمسين في كتاب سيبويه                                     | رمضان عبد التواب     | 205        |
| تحفة الرئيس شرح أشكال التأسيس                                             | شريف يوسف            | 246        |
| ديوان الأمير وجيه الدولة الحمداني (أبي المطاع ذي القرنين ابن ناصر الدولة) | محسن غياض            | 263        |
| حي مع الناس                                                               | عبد الرزاق محي الدين | 285        |
| نقد الكتب                                                                 | سليم النعيمي         | 289        |
| أنباء                                                                     | عبد الرزاق محي الدين | 304        |

### المجلد الخامس والعشرون
صدر في سبتمبر 1974
| اسم المقالة                                      | اسم الكاتب           | رقم الصفحة |
| ------------------------------------------------ | -------------------- | ---------- |
| ألفاظ من رحلة ابن بطوطة (القسم الثاني)           | سليم النعيمي         | 3          |
| الجماهر في معرفة الجواهر (القسم الثاني)          | فاضل الطائي          | 49         |
| ابن فتوح الهمداني الإسكندراني (القسم الثاني)     | ناجي معروف           | 81         |
| أثر العرب في تقدم علم الرياضيات                  | قيس الوهابي          | 103        |
| ديوان الأمير وجيه الدولة الحمداني (القسم الثاني) | محسن غياض            | 115        |
| حارث بن بدر الغداني                              | نوري حمودي القيسي    | 142        |
| خارطة الإدريسي يعلوها الجنوب                     | أحمد عبد الجبار      | 186        |
| الدرر المنظومة والصرر المختومة                   | عماد عبد السلام رؤوف | 208        |
| نظرات في مصور الخط العربي                        | يوسف ذنون            | 246        |
| العلاقة بين اللغة والمجتمع                       | صالح مهدي شريدة      | 307        |
| مذكرة حول المصطلحات البترولية                    | فاضل الطائي          | 334        |
| مصطلحات علوم المياه                              | جميل الملائكة        | 354        |
| ندوة بغداد لمصطلحات النفط                        | رئيس التحرير         | 366        |
| موجز أعمال المجمع                                | رئيس التحرير         | 377        |

### المجلد السادس والعشرون
صدر عام 1975
| اسم المقالة                                                               | اسم الكاتب      | رقم الصفحة |
| ------------------------------------------------------------------------- | --------------- | ---------- |
| عمر بن الخطاب في سيرته الأدبية                                            | جميل سعيد       | 3          |
| ألفاظ من رحلة ابن بطوطة (القسم الثالث)                                    | سليم النعيمي    | 33         |
| ألوان الملابس العربية في العهود الإسلامية الأولى                          | صالح أحمد العلي | 71         |
| مقدمة في أدب العراق القديم                                                | طه باقر         | 108        |
| قادة الفتح الإسلامي: عبد الرحمن بن مسلم الباهلي، صالح بن مسلم الباهلي ... | محمود شيت خطاب  | 160        |
| العربية أصل والعبرية فرع                                                  | باكزة رفيق حلمي | 184        |
| وقفة مع الحبوبي النجفي                                                    | عاتكة الخزرجي   | 212        |
| تطور الأرقام العربية                                                      | عادل البكري     | 235        |
| الرواتب في الإسلام                                                        | عبود الشالجي    | 253        |
| باب الكتب                                                                 | جميل الملائكة   | 278        |

### المجلد السابع والعشرون
صدر في عام 1976
| اسم المقالة                                                     | اسم الكاتب              | رقم الصفحة |
| --------------------------------------------------------------- | ----------------------- | ---------- |
| التعريف والاصطلاح                                               | أحمد عبد الستار الجواري | 3          |
| عمر بن الخطاب في سيرته الأدبية (القسم الثاني)                   | جميل سعيد               | 9          |
| ألفاظ من جامع المفردات لابن البيطار (القسم الأول)               | سليم النعيمي            | 30         |
| ألوان الملابس العربية في العهود الإسلامية الأولى (القسم الثاني) | صالح أحمد العلي         | 62         |
| الشرائع والتنظيمات القانونية في حضارة وادي الرافدين             | طه باقر                 | 102        |
| الفارابي بين ما يروي عنه ويرى فيه                               | عبد الرزاق محي الدين    | 129        |
| مع البيروني في كتابه الجماهر في معرفة الجواهر (القسم الثالث)    | فاضل الطائي             | 138        |
| اصطرلابات الموصل                                                | محمود الجليلي           | 171        |
| دور حديث قبل دار الحديث النورية                                 | ناجي معروف              | 177        |
| استفتاء لغوي                                                    | عبد الرزاق محي الدين    | 195        |
| فوائد الموائد لأبي الحسين جمال الدين الجزار (القسم الأول)       | إبراهيم السامرائي       | 204        |
| القصور الأموية في بادية الشام                                   | شريف يوسف               | 236        |
| نظرات في شعر الأخرس                                             | عاتكة الخزرجي           | 279        |
| موجز أعمال المجمع للسنة الثالثة من دورته الرابعة                | فاضل الطائي             | 299        |
| خلاصة مقررات لجنة الأصول مع مقترحات لجنة تيسر النحو             | عبد الرزاق محي الدين    | 312        |
| مصطلحات علوم المياه القسم الأخير                                | جميل الملائكة           | 324        |

### المجلد الثامن والعشرون
صدر عام 1977
| اسم المقالة                                                        | اسم الكاتب           | رقم الصفحة |
| ------------------------------------------------------------------ | -------------------- | ---------- |
| ألفاظ من جامع المفردات لابن البيطار (القسم الثاني)                 | سليم النعيمي         | 3          |
| الخضاب                                                             | صالح أحمد العلي      | 35         |
| الشرائع والتنظيمات القانونية في حضارة وادي الرافدين (القسم الثاني) | طه باقر              | 46         |
| البحث الذي ألقي في ندوة الجزائر لمناقشة تيسير النحو العربي         | عبد الرزاق محي الدين | 80         |
| أول دستور طبي                                                      | عبد اللطيف البدري    | 87         |
| ابن سينا وكيمياؤه (القسم الأول)                                    | فاضل الطائي          | 91         |
| مسلمة بن عبد الملك بن مروان (القسم الأول)                          | محمود شيت خطاب       | 117        |
| فوائد الموائد لأبي الحسين جمال الدين الجزار (القسم الثاني)         | إبراهيم السامرائي    | 153        |
| الصناعات الدقيقة وعمل الحبل (الميكانيك) عند العرب                  | شريف يوسف            | 172        |
| أسلوب التمييز ومعناه                                               | فاضل صالح السامرائي  | 200        |
| تعريف بكتاب: تسهيل النظر وتعجيل الظفر للماوردي                     | محيي هلال السرحان    | 210        |
| بعض من أوهام النحاة في آراء صاحب الكتاب                            | موسى بناي            | 238        |
| المرة والتكرار في النصوص الشرعية                                   | محمد محروس المدرس    | 255        |
| مصطلحات في التربية البدنية                                         | رئيس التحرير         | 277        |
| تقرير عن سير العمل في المجمع العلمي العراقي                        | رئيس التحرير         | 302        |
| فهارس مجلة المجمع العلمي العراقي                                   | حكمت توماشي          | 309        |

### المجلد التاسع والعشرون
صدر عام 1978
| اسم المقالة                                                               | اسم الكاتب        | رقم الصفحة |
| ------------------------------------------------------------------------- | ----------------- | ---------- |
| أصحيح اطراد فعول مصدراً لفعل اللازم؟                                       | جميل الملائكة     | 3          |
| ألفاظ من جامع المفردات لابن البيطار (القسم الثالث)                        | سليم النعيمي      | 31         |
| ابن سينا وكيمياؤه (القسم الثاني)                                          | فاضل الطائي       | 59         |
| مسلمة بن عبد الملك بن مروان (القسم الثاني)                                | محمود شيت خطاب    | 71         |
| في التعريب بين ماضيه وحاضره                                               | إبراهيم السامرائي | 94         |
| رحلة في معلقة امرئ القيس                                                  | عمر الطالب        | 106        |
| الجزيرة العربية في الجغرافيات والرحلات المغربية وما لها                   | محمد المنوني      | 150        |
| الكعبات المقدسة عند العرب                                                 | شريف يوسف         | 188        |
| مصطلحات الهندسة المدنية                                                   | رئيس التحرير      | 219        |
| ألفاظ الحضارة                                                             | كوركيس عواد       | 251        |
| في رسم أصوات الحروف العربية باللغات الأوربية                              | جميل الملائكة     | 290        |
| تأبين المرحوم الدكتور ناجي معروف                                          | يوسف عز الدين     | 293        |
| موجز أعمال المجمع للسنة الثانية الأمين العام من دورته الخامسة 1976 - 1977 | رئيس التحرير      | 308        |
| فهارس مطبوعات المجمع العلمي العراقي 1947 - 1977                           | إبراهيم أرسلان    | 313        |
| مطبوعات المجمع العلمي العراقي المعدة للبيع                                | رئيس التحرير      | 369        |

### المجلد الثلاثون
صدر عام 1979
| اسم المقالة                                                         | اسم الكاتب           | رقم الصفحة |
| ------------------------------------------------------------------- | -------------------- | ---------- |
| تحقيق سورية ولبنان وفلسطين والأردن من نزهة المشتاق في اختراق الآفاق | إبراهيم شوكة         | 3          |
| عمر بن الخطاب في توجيهه للأدب والنقد الأدبي                         | جميل سعيد            | 48         |
| تهافت التهافت لابن رشد                                              | سليم النعيمي         | 94         |
| مسلمة بن عبد الملك بن مروان                                         | محمود شيت خطاب       | 128        |
| الشاعر أحمد الصافي النجفي                                           | عبد الرزاق محي الدين | 178        |
| في أساليب اختيار المصطلح والحلول                                    | جميل الملائكة        | 183        |
| التعريب: الأساليب والمشاكل والحلول                                  | فاضل الطائي          | 192        |
| تعريب المصطلحات العسكرية وتوحيدها التجربة والعبرة                   | محمود شيت خطاب       | 201        |
| توحيد المصطلح العلمي في الأقطار العربية                             | يوسف عز الدين        | 223        |
| تقرير موجز عن أعمال المجمع لسنته المجمعية 77-1978                   | فاضل الطائي          | 237        |
| خلاصة أعمال لجنة الأصول في سنتها السادسة                            | رئيس التحرير         | 244        |
| مصطلحات الهندسة المدنية                                             | جميل الملائكة        | 252        |
| تقرير لجنة الكيمياء والنفط                                          | فاضل الطائي          | 270        |
| تقرير لجنة إحياء التراث                                             | طه باقر              | 294        |
| تقرير لجنة الشريعة والقانون                                         | ضياء شيت خطاب        | 334        |
| محضر لجنة الشريعة والقانون                                          | ضياء شيت خطاب        | 335        |
| مصطلحات قانون المحاكمات الجزائية                                    | ضياء شيت خطاب        | 343        |
| أيصح التخلي عن إعراب الأعلام المتتابعة                              | جميل الملائكة        | 348        |
| في ترجمة مصطلحات منسوبة إلى لفظة ESPANA                             | جميل الملائكة        | 353        |
| استفتاء حول قوله تعالى (ان تميد بكم)                                | عبد الرزاق محي الدين | 358        |

## عقد الثمانينيات

### المجلد الحادي والثلاثون
صدر بأربعة أجزاء عام 1980

#### الجزء الأول
صدر في يناير 1980.
| اسم المقالة                                                        | اسم الكاتب        | رقم الصفحة |
| ------------------------------------------------------------------ | ----------------- | ---------- |
| رسالة المجمع ودوره في التوجيه الفكري                               | صالح أحمد العلي   | 3          |
| الرواية والأسانيد وأثرهما في تطور الحركة الفكرية في صدر الإسلام    | صالح أحمد العلي   | 11         |
| عناية العرب بالهيدروليك في العصور الإسلامية                        | جميل الملائكة     | 34         |
| المنهج القرآني وصياغة المصطلحات                                    | كامل حسن البصير   | 44         |
| عبد العزيز بن الوليد بن عبد الملك بن مروان فاتح شطر بلاد الروم     | محمود شيت خطاب    | 60         |
| المصطلح الكيمياوي في التراث العربي                                 | جابر الشكري       | 83         |
| التدوين التاريخي: بداياته وإسهام تراثنا الحضاري في تطويره          | طه باقر           | 102        |
| حبيش بن الحسن الأعسم                                               | يوسف حبي          | 135        |
| التعبير عن النفس في الأمثال العربية                                | يوسف عز الدين     | 149        |
| ابن جني والجرجاني في دفاعهما عن المعنى                             | جميل سعيد         | 168        |
| يزيد بن الحكم الثقفي: حياته وشعره                                  | نوري حمودي القيسي | 192        |
| تاريخ مدينة دمشق                                                   | محمد بهجة الأثري  | 233        |
| أعمال المجمع العلمي العراقي وإنجازاته خلال دورته الأولى            | صالح أحمد العلي   | 261        |
| قانون المجمع العلمي العراقي                                        | رئيس التحرير      | 272        |
| الكتب المهداة إلى المجمع العلمي العراقي خلال النصف الأول لسنة 1979 | رئيس التحرير      | 282        |

#### الجزء الثاني
صدر في أبريل 1980.
| اسم المقالة                                            | اسم الكاتب             | رقم الصفحة |
| ------------------------------------------------------ | ---------------------- | ---------- |
| التدوين وظهور الكتب المصنفة في العهود الإسلامية الأولى | صالح أحمد العلي        | 3          |
| أصول الحكم عند العرب الجنوبيين                         | جواد علي               | 47         |
| عبد الله بن عبد الملك بن مروان                         | محمود شيت خطاب         | 79         |
| لمحات من تراثنا الحضاري القديم في الطب                 | طه باقر                | 102        |
| الحياة الفكرية في بغداد 1749 - 1831م                   | يوسف عز الدين          | 122        |
| أصالة النحاس في شرح القصائد التسع                      | أحمد نصيف الجنابي      | 142        |
| النحت في العربية واستخدامه في المصطلحات العلمية        | محمد ضاري حمادي        | 162        |
| ابن الجوزي (فهرست كتبه)                                | ناجية عبد الله إبراهيم | 193        |
| خصائص الخط العربي                                      | وليد الأعظمي           | 221        |
| دور الجيش العراقي                                      | محمد بهجة الأثري       | 262        |
| معجم الكيمياء الموحد (نقد)                             | مجيد محمد علي القيسي   | 278        |
| تعقيب واستدراك على أشعار                               | نوري حمودي القيسي      | 290        |
| ملاحظات على ديوان زهير بن أبي سلمى                     | محمود عبد الله الجادر  | 316        |
| حول أبجدية عربية صالحة - نقد                           | حكمة الأوسي            | 332        |

#### الجزء الثالث
صدر في يوليو 1980.
| اسم المقالة                                                                          | اسم الكاتب            | رقم الصفحة |
| ------------------------------------------------------------------------------------ | --------------------- | ---------- |
| مراكز الحركة الفكرية في صدر الإسلام                                                  | صالح أحمد العلي       | 3          |
| أفغانستان قبل الفتح الإسلامي وفي أيامه                                               | محمود شيت خطاب        | 34         |
| المنهج القرآني وصياغة المصطلحات                                                      | كامل حسن البصير       | 61         |
| اللثغة عند الكندي                                                                    | فخري الدباغ           | 86         |
| الأغلب العجلي - حياته وشعره                                                          | نوري حمودي القيسي     | 104        |
| كلمات تركية في اللهجات اليمانية                                                      | إسماعيل بن علي الأكوع | 145        |
| العلوم على مذهب العرب                                                                | ياسين خليل            | 155        |
| المدونات العربية لما قبل الإسلام                                                     | جواد علي              | 196        |
| التقنية الآلية عند العرب (د. دونالد هل) _ ترجمة وتعليق: سليم طه التكريتي             | دونالد هل             | 240        |
| تعزيز بيتي الحريري                                                                   | هلال ناجي             | 264        |
| دارسة عن طراز جديد من العلاقة بين المجموع الجذري والمجموع الخضري موجود في نخيل التمر | عباس أحمد الصالح      | 321        |
| الاعتماد في نظائر الظاء والضاد                                                       | حاتم الضامن           | 331        |
| الزاهر لابن الأنباري: دراسة ونقد                                                     | حسام النعيمي          | 383        |
| تعليقات على كتاب الأغاني                                                             | صبحي البصام           | 398        |
| الأبجدية العربية متكاملة وصالحة                                                      | أحمد نصيف الجنابي     | 437        |
| الكتب المهداة إلى مكتبة المجمع العلمي العراقي                                        | صباح ياسين            | 447        |

#### الجزء الرابع
صدر في نوفمبر 1980.
| اسم المقالة                                                      | اسم الكاتب               | رقم الصفحة |
| ---------------------------------------------------------------- | ------------------------ | ---------- |
| جيش النبي (ص)                                                    | محمود شيت خطاب           | 3          |
| مصطلحات الهندسة المدنية (القسم الثالث)                           | جميل الملائكة            | 38         |
| صيغة (فعل) في العربية                                            | محمد حسن آل ياسين        | 53         |
| تغيير استثمار الأرض الزراعية في العراق دراسة في الجغرافية الكمية | علي محمد المياح          | 80         |
| أبحاث في الكيمياء العضوية                                        | جابر الشكري              | 93         |
| الموضوعية ووحدة الحقيقة                                          | ياسين خليل               | 111        |
| الغادة في أسماء العادة (للصغاني)                                 | هلال ناجي                | 133        |
| كتب الوقف والابتداء وعلاقتها بالنحو                              | أحمد خطاب العمر التكريتي | 154        |
| الأرقام العربية                                                  | أحمد مطلوب               | 178        |
| حقوق الدول عديمة السواحل في الملاحة في البحار وفي الوصول إليها   | محمد الحاج حمود          | 192        |
| حميد الطائي أعظم قواد المأمون                                    | أحمد نصيف الجنابي        | 221        |
| ضبط النص والتعليق عليه                                           | بشار عواد معروف          | 246        |
| حول مدلولات رموز المرأة في مقدمة القصيدة العربية قبل الإسلام     | محمود عبد الله الجادر    | 270        |
| روايات ديوان أبي نواس دراسة ونقد                                 | بهجت عبد الغفور          | 307        |
| المعنى الأخلاقي للصداقة في الفلسفة الإسلامية                     | ناجي التكريتي            | 325        |
| فئة نظائر الظاء والضاد                                           | حاتم الضامن              | 362        |
| معجم الشعراء في لسان العرب (للدكتور ياسين الأيوبي)               | نوري حمودي القيسي        | 377        |
| نظرات في (نشوار المحاضرة) للتنوخي (تحقيق المحامي عبود الشالجي)   | إبراهيم السامرائي        | 395        |
| تعليقات على كتاب الأغاني                                         | صبحي البصام              | 429        |
| تعقيب على تحقيق كتاب (الكتاب) لابن درستويه                       | عدنان محمد سلمان         | 463        |
| أعمال المجمع ومنجزاته في الدورة الثانية                          | صالح أحمد العلي          | 498        |

### المجلد الثاني والثلاثون
صدر بأربعة أجزاء عام 1981

#### الجزء الأول والثاني
طُبع الجزءان بمجلد واحد في يناير 1981.
| اسم المقالة                                         | اسم الكاتب              | رقم الصفحة |
| --------------------------------------------------- | ----------------------- | ---------- |
| امتداد العرب في صدر الإسلام                         | صالح أحمد العلي         | 3          |
| القصيدة النشوانية                                   | جواد علي                | 57         |
| النبات في المعجمات                                  | محمد حسن آل ياسين       | 98         |
| بواكير الحياة الفكرية في العراق                     | يوسف عز الدين           | 169        |
| الهند قبل الفتح الإسلامي وفي أيامه                  | محمود شيت خطاب          | 193        |
| السريانية بين اللغات العامية وفصيح العربية          | إبراهيم السامرائي       | 251        |
| مصادر الثعالبي في كتابه (يتيمة الدهر)               | محمود عبد الله الجادر   | 321        |
| ظاهرة التثنية في اللغة العربية                      | عدنان محمد سلمان        | 363        |
| أسماء التابعين (للدار قطني)                         | عدنان عبد الرحمن الدوري | 402        |
| خير الكلام في التقصي عن أغلاط العوام                | حاتم الضامن             | 457        |
| يزيد المهلبي                                        | يونس أحمد السامرائي     | 514        |
| التمام على ما جاء في معجم شعراء لسان العرب من أوهام | نوري حمودي القيسي       | 587        |
| المستدرك على صناع الدواوين                          | هلال ناجي               | 606        |
| النظام الداخلي للمجمع العلمي العراقي                | رئيس التحرير            | 649        |

#### الجزء الثالث والرابع
طُبع الجزءان بمجلد واحد في أكتوبر 1981.
| اسم المقالة                                                          | اسم الكاتب              | رقم الصفحة |
| -------------------------------------------------------------------- | ----------------------- | ---------- |
| امتداد العرب في صدر الإسلام                                          | صالح أحمد العلي         | 3          |
| ذرائع العصبيات العنصرية في أثارة الحروب وحملات (نادر شاه) على العراق | محمد بهجة الأثري        | 63         |
| حقيقة التضمين ووظيفة حروف الجر                                       | أحمد عبد الستار الجواري | 149        |
| في ترجمة المكسوعات بـ able - ible - ble ومحاذير القياس               | جميل الملائكة           | 167        |
| تأثير الطب العربي في الطب الأوربي في القرون الوسطى والنهضة الأوربية  | محمود الجليلي           | 186        |
| بعض المنظومات العلمية للبيتوشي                                       | محمد الخال              | 211        |
| النبات في المعجمات العربية                                           | محمد حسن آل ياسين       | 223        |
| سرجيس الراسعيني                                                      | يوسف حبي                | 265        |
| اليقظة الفكرية في العراق 1908 - 1922                                 | يوسف عز الدين           | 289        |
| مساعدات التنمية والتعاون بين الدول النامية                           | عبد العال الصكبان       | 343        |
| الإسلام والحرب الاجتماعية                                            | محمود شيت خطاب          | 357        |
| النصوص الظاهرة في إجلاء اليهود الفاجرة                               | عبد الهادي التازي       | 378        |
| البطشة الكبرى                                                        | عبد الرحمن الفاسي       | 401        |
| سير أعلام النبلاء للذهبي                                             | بشار عواد معروف         | 437        |
| الكلم الشوارد                                                        | عبد الرزاق الهلالي      | 472        |
| المسائل السفرية في النحو                                             | هاشم طه شلاش            | 500        |
| التفاسير اللغوية والنحوية للقرآن الكريم                              | محيي هلال السرحان       | 551        |
| منابع الإلهام والثقافة في الأدب العربي                               | عادل جاسم البياتي       | 564        |
| الإمام الغزالي: دراسة في المنهج                                      | عرفان عبد الحميد فتاح   | 585        |
| عرض الكتب: التمام على ما جاء في معجم شعراء لسان العرب من أوهام       | نوري حمودي القيسي       | 608        |
| الخط العربي الإسلامي                                                 | وليد الأعظمي            | 639        |
| آراء وأنباء: تقرير عن أعمال المجمع العلمي العراقي                    | صالح أحمد العلي         | 652        |

### المجلد الثالث والثلاثون
صدر بأربعة أجزاء عام 1982

#### الجزء الأول
صدر في يناير 1982.
| اسم المقالة                                                   | اسم الكاتب        | رقم الصفحة |
| ------------------------------------------------------------- | ----------------- | ---------- |
| محاولة في تفسير عملية التقدم                                  | سعدون حمادي       | 1          |
| النفط في التراث العربي                                        | جابر الشكري       | 110        |
| متطلبات التكامل بين التعليم النظامي والتعليم غير النظامي      | مسارع الراوي      | 125        |
| البطشة الكبرى بين ابن زيدون وابن عمار - القسم الثاني          | عبد الرحمن الفاسي | 154        |
| شرح لامية العرب - لأبي البقاء عبد الله بن الحسين العكبري      | محمد خير الحلواني | 204        |
| ناسخ القرآن العزيز ومنسوخه - لابن البارزي المتوفى سنة 738هـ   | حاتم الضامن       | 265        |
| الحقيقة الشرعية وتنمية اللغة العربية                          | أحمد مطلوب        | 318        |
| ولاية محكمة العدل الدولية الجبرية ومواقف الدول النامية حيالها | صالح جواد الكاظم  | 335        |
| الأنيس في غرر التجنيس                                         | هلال ناجي         | 369        |

#### الجزء الثاني والثالث
طُبع الجزءان بمجلد واحد في أبريل 1982.
| اسم المقالة                                                                 | اسم الكاتب                | رقم الصفحة |
| --------------------------------------------------------------------------- | ------------------------- | ---------- |
| التاريخ عند عرب ما قبل الإسلام                                              | جواد علي                  | 3          |
| الجوانب الفنية في إخراج المخطوط العربي                                      | جابر الشكري               | 55         |
| النبات في المعجمات العربية (القسم الثالث)                                   | محمد حسن آل ياسين         | 83         |
| التفكر (العلم) والتسخير (التقنية) دعوة لإقامة أمة العلم في الإسلام          | أحمد عبد السلام           | 152        |
| منطق الحراني في التحليل والتركيب                                            | ياسين خليل                | 166        |
| ابن أرفع رأس شاعر الحكماء وحكيم الشعراء                                     | رزوق فرج رزوق             | 212        |
| عناصر الوحدة الثقافية في الشعر العربي في عصر ما قبل الإسلام                 | محمود عبد الله الجادر     | 229        |
| علي بن هارون المنجم                                                         | يونس أحمد السامرائي       | 259        |
| التذكير والتأنيث في العربية بين العلامة والاستعمال                          | محمد ضاري حمادي           | 297        |
| حول العلاقة العضوية المتينة بين علم الوراثة والمجتمع البشري                 | عباس أحمد الصالح          | 331        |
| قراءة في قصيدة (بانت سعاد)                                                  | عبد العزيز بن ناصر المانع | 354        |
| كتاب في معرفة الضاد والظاء (للقيسي الصقلي)                                  | حاتم الضامن               | 386        |
| اجتماع أن واللام في لغة القرآن                                              | حسام النعيمي              | 415        |
| جهود طاهر بن غلبون في علم القراءات                                          | أحمد نصيف الجنابي         | 442        |
| التمام على ما جاء في معجم شعراء لسان العرب من أوهام (للدكتور ياسين الأيوبي) | نوري حمودي القيسي         | 481        |
| التنبيه على ما في مطبوعة (شواهد التوضيح والتصحيح) من وهم وتحريف             | طه محسن                   | 537        |
| التقرير السنوي من أعمال المجمع العلمي العراقي 1981 - 1982                   | صالح أحمد العلي           | 560        |

#### الجزء الرابع
صدر في أكتوبر 1982.
| اسم المقالة                                  | اسم الكاتب              | رقم الصفحة |
| -------------------------------------------- | ----------------------- | ---------- |
| تاريخ العلم عند العرب                        | صالح أحمد العلي         | 3          |
| الوصف، نظرة أخرى في قضايا النحو العربي       | أحمد عبد الستار الجواري | 41         |
| القرآن الكريم ومنهج البحث العلمي عند العرب   | كامل حسن البصير         | 52         |
| بلاد ما وراء النهر- فتحها واستعادة فتحها     | محمود شيت خطاب          | 91         |
| النبات في المعجمات العربية                   | محمد حسن آل ياسين       | 169        |
| العراق ودوره في تحقيق الشعر                  | نوري حمودي القيسي       | 219        |
| أبو الفرج عبد الله بن الطيب                  | يوسف حبي                | 248        |
| عقبات مفتعلة في طريق التعريب                 | جميل الملائكة           | 273        |
| نفسي أم نفساني                               | فخري الدباغ             | 280        |
| قيام الحكم الأيوبي في اليمن                  | محمود ياسين التكريتي    | 289        |
| من ألفاظ الحضارة                             | محمد بهجة الأثري        | 309        |
| مجموع الكتابات المحررة في أبنية مدينة الموصل |                         | 329        |

### المجلد الرابع والثلاثون
صدر بأربعة أجزاء عام 1983

#### الجزء الأول
صدر في يناير 1983
| اسم المقالة                                                                                        | اسم الكاتب         | رقم الصفحة |
| -------------------------------------------------------------------------------------------------- | ------------------ | ---------- |
| تاريخ العلماء وفهارس المصنفات في المصادر العربية                                                   | صالح أحمد العلي    | 3          |
| أرمينية قبل الفتح الإسلامي وفي أيامه                                                               | محمود شيت خطاب     | 42         |
| المعجم اللغوي الحضاري                                                                              | محمود الجليلي      | 89         |
| أساسيات الهندسة في العراق القديم                                                                   | جميل الملائكة      | 122        |
| رأي في طرائق تعليم القراءة للمبتدئين في القطر العراقي                                              | مسارع الراوي       | 139        |
| نص أندلسي من تاريخ ابن أبي الفياض                                                                  | عبد الواحد ذنون طه | 162        |
| الحلبة في أسماء الخيل المشهورة في الجاهلية والإسلام                                                | حاتم الضامن        | 194        |
| العلاقة بين الطب والموسيقى في تراثنا الحضاري                                                       | عادل البكري        | 260        |
| قائمة بالمخطوطات والمصورات والرقيقات الواردة إلى مكتبة مخطوطات المجمع في 20/12/1980 إلى 14/11/1982 | رئيس التحرير       | 270        |
| مصطلحات الهندسة المدنية E-F-G-H                                                                    | رئيس التحرير       | 294        |

#### الجزء الثاني
أبريل 1983
| اسم المقالة                                         | اسم الكاتب             | رقم الصفحة |
| --------------------------------------------------- | ---------------------- | ---------- |
| نقل كتب العلوم إلى العربية                          | صالح أحمد العلي        | 3          |
| أرمينية، قبل الفتح الإسلامي وفي أيامه               | محمود شيت خطاب         | 45         |
| من مشكلات اللغة الكردية وأدبها                      | كامل حسن البصير        | 96         |
| أعضاء الإنسان المصطنعة عند العرب                    | ميخائيل عواد           | 114        |
| أيوب الأبرش الرهاوي                                 | يوسف حبي               | 124        |
| السلوك الطبي للأطباء العرب والمسلمين                | محمود الحاج قاسم محمد  | 143        |
| أبو جعفر الطبري ومنهجه في القراءات                  | عبد الحسين الفتلي      | 175        |
| المفهوم اللغوي والاصطلاحي للريف والسواد عند العرب   | ناجية عبد الله إبراهيم | 215        |
| التورية، وخلو القرآن الكريم منها                    | محمد جابر فياض         | 232        |
| شعر الببغاء                                         | هلال ناجي              | 280        |
| التمام على ما جاء في معجم شعراء لسان العرب من أوهام | نوري حمودي القيسي      | 315        |

#### الجزء الثالث
يوليو 1983
| اسم المقالة                                            | اسم الكاتب              | رقم الصفحة |
| ------------------------------------------------------ | ----------------------- | ---------- |
| كتب الهند والعلوم عند العرب                            | صالح أحمد العلي         | 3          |
| البيان، نظرة أخرى في قضايا النحو العربي                | أحمد عبد الستار الجواري | 38         |
| صيغ للمصطلحات الطبية والعلمية                          | محمود الجليلي           | 51         |
| المصطلح العلمي ووحدة الفكر                             | جميل الملائكة           | 86         |
| معاذ بن جبل الأنصاري الخزرجي                           | محمود شيت خطاب          | 118        |
| الفتوة، تطور ودلالة                                    | نوري حمودي القيسي       | 173        |
| الاستقراء في اللغة                                     | عدنان محمد سلمان        | 202        |
| دارسة في (مختار الصحاح) للرازي                         | هاشم طه شلاش            | 230        |
| شع الببغاء - القسم الثاني - تحقيق                      | هلال ناجي               | 287        |
| تقرير عام عن أعمال المجمع في دورته الرابعة 1982 - 1983 | صالح أحمد العلي         | 331        |

#### الجزء الرابع
أكتوبر 1983
| اسم المقالة                                                            | اسم الكاتب              | رقم الصفحة |
| ---------------------------------------------------------------------- | ----------------------- | ---------- |
| كلمة رئيس المجمع في افتتاح الجلسة الأولى من السنة المجمعية 1983 - 1984 | صالح أحمد العلي         | 3          |
| ضبط عين المضارع الثلاثي                                                | أحمد عبد الستار الجواري | 9          |
| العلاء بين الحضرمي، السفير القائد                                      | محمود شيت خطاب          | 16         |
| القرآن الكريم ونظرية الأدب بين الإغريق والعرب                          | كامل حسن البصير         | 58         |
| اللغة والشعر                                                           | نوري حمودي القيسي       | 117        |
| أحمد بين أبي فنن، حياته، وما تبقى من شعره                              | يونس أحمد السامرائي     | 131        |
| جهد الأصمعي النقدي، في كتابه فحولة الشعراء                             | محمود عبد الله الجادر   | 191        |
| فائت الحلبة، في أسماء الخيل المشهورة في الجاهلية والإسلام              | حاتم الضامن             | 233        |
| الأسماك، في كتاب حياة الحيوان الكبرى للدميري                           | جليل أبو الحب           | 270        |
| كلمة رئيس المجمع في تأبين الأستاذ طه باقر                              | رئيس التحرير            | 295        |
| كلمة الدكتور جميل الملائكة في تأبين الأستاذ طه باقر                    | جميل الملائكة           | 298        |
| كلمة الأستاذ كوركيس عواد في تأبين الأستاذ طه باقر                      | كوركيس عواد             | 300        |
| كلمة الدكتور صالح أحمد العلي في تأبين الدكتور فخري محمد صالح           | صالح أحمد العلي         | 303        |
| كلمة الدكتور نوري حمودي القيسي في تأبين الدكتور فخري محمد صالح         | نوري حمودي القيسي       | 305        |
| كلمة الدكتور يوسف حبي في تأبين الدكتور فخري محمد صالح                  | يوسف حبي                | 308        |
| الجلسة التأبينية للمرحوم الدكتور سليم النعيمي                          | رئيس التحرير            | 310        |
| كلمة الدكتور صالح أحمد العلي في تأبين الدكتور سليم النعيمي             | صالح أحمد العلي         | 311        |
| كلمة الدكتور أحمد عبد الستار الجواري في تأبين الدكتور سليم النعيمي     | أحمد عبد الستار الجواري | 313        |
| كلمة الدكتور نوري حمودي القيسي في تأبين الدكتور سليم النعيمي           | نوري حمودي القيسي       | 315        |

### المجلد الخامس والثلاثون
صدر بأربعة أجزاء عام 1984

#### الجزء الأول
| اسم المقالة                                                                                 | اسم الكاتب              | رقم الصفحة |
| ------------------------------------------------------------------------------------------- | ----------------------- | ---------- |
| الوصف بالمصدر (نظرة أخرى في قضايا النحو)                                                    | أحمد عبد الستار الجواري | 3          |
| مشكلة الرأي المخالف في الأحكام القضائية المدنية في الفقه الإسلامي والقانون العراقي والمقارن | ضياء شيت خطاب           | 15         |
| مروان بن محمد بن مروان بن الحكم فاتح شطر بلاد الروم وشطر أرمينية                            | محمود شيت خطاب          | 29         |
| التراث الزراعي عند العرب                                                                    | يوسف عز الدين           | 121        |
| زفر بن الحارث الكلابي                                                                       | نوري حمودي القيسي       | 142        |
| من امتداد اللهجات العربية القديمة في بعض اللهجات المعاصرة                                   | رمضان عبد التواب        | 173        |
| العقد أو نظم النثر، وأثر الحديث النبوي الشريف فيه                                           | محمد جابر فياض          | 193        |
| الاستشهاد النحوي في كتاب شواهد التوضيح والتصحيح (لابن مالك)                                 | طه محسن                 | 231        |
| الأعلام المؤنثة الثلاثية الساكنة الوسط بين الصرف وعدمه                                      | أحمد نصيف الجنابي       | 251        |
| سهم الألحاظ في وهم الألفاظ (لابن الحنبلي المتوفى سنة 971هـ)                                 | حاتم الضامن             | 277        |

#### الجزء الثاني
| اسم المقالة                                                                | اسم الكاتب         | رقم الصفحة |
| -------------------------------------------------------------------------- | ------------------ | ---------- |
| عقوبات العرب في جاهليتها وحدود المعاصي التي يرتكبها بعضهم (للألوسي)        | محمد بهجة الأثري   | 3          |
| القادة الشهداء في مؤتة                                                     | محمود شيت خطاب     | 86         |
| مواد التجميل في الحضارة العربية                                            | جابر الشكري        | 198        |
| لمحات من أثر الشرق في الغرب                                                | ميخائيل عواد       | 218        |
| أسماء خيل العرب وفرسانها (ابن الأعرابي)                                    | نوري حمودي القيسي  | 249        |
| رسالة الأضداد (للمنشي المتوفى سنة 1001 هـ)                                 | محمد حسين آل ياسين | 331        |
| التقرير السنوي العام عن أعمال المجمع العلمي العراقي لدورته سنة 1983 - 1984 | صالح أحمد العلي    | 376        |

#### الجزء الثالث
| اسم المقالة                                               | اسم الكاتب              | رقم الصفحة |
| --------------------------------------------------------- | ----------------------- | ---------- |
| نظرة أخرى في قضايا النحو العربي (ضروب الصفة)              | أحمد عبد الستار الجواري | 3          |
| في معنى الغلبة والاطراد وحدود القياس اللغوي               | جميل الملائكة           | 9          |
| بلاد الروم قبل الفتح الإسلامي وفي أيامه                   | محمود شيت خطاب          | 16         |
| المعجمات العربية وتوحيد المصطلح العلمي                    | يوسف عز الدين           | 74         |
| كتاب الشجر والنبات وكتاب النخل (لأبي عبيد القاسم بن سلام) | محمد حسن آل ياسين       | 89         |
| الاستقراء في النحو                                        | عدنان محمد سلمان        | 142        |
| كتاب المذكر والمؤنث (لأبي حاتم السجستاني)                 | طارق عبد عون الجنابي    | 188        |
| واو الحال                                                 | فاضل صالح السامرائي     | 225        |
| ابن السيرافي وكتاب إصلاح المنطق لابن السكيت               | محمد صالح التكريتي      | 238        |
| مفهوم البلاغة لغة واصطلاحا                                | محمد جابر فياض          | 257        |
| سائحات دمي القصر في مطارحات بني العصر                     | وليد الأعظمي            | 313        |
| الحاج عبد الكريم جرمانوس في ذمة الله                      | رئيس التحرير            | 349        |

#### الجزء الرابع
| اسم المقالة                                                  | اسم الكاتب              | رقم الصفحة |
| ------------------------------------------------------------ | ----------------------- | ---------- |
| الوصف بالجملة                                                | أحمد عبد الستار الجواري | 3          |
| بلاد الروم قبل الفتح الإسلامي وفي أيامه                      | محمود شيت خطاب          | 18         |
| في اشتراطهم كون المفعول له قلبيا                             | جميل الملائكة           | 123        |
| شعر الحرب في العصر العباسي                                   | نوري حمودي القيسي       | 133        |
| أسباب الزلازل وأحداثها في التراث العربي                      | عبد الله يوسف الغنيم    | 175        |
| إصلاح غلط المحدثين (للخطابي)                                 | حاتم الضامن             | 289        |
| ظاهرة المشترك اللفظي ومشكلة غموض الدلالة                     | أحمد نصيف الجنابي       | 361        |
| الكتب المهداة إلى مكتبة المجمع العلمي العراقي خلال سنة 1984م | صباح ياسين              | 407        |

### المجلد السادس والثلاثون
صدر بأربعة أجزاء عام 1985

#### الجزء الأول
| اسم المقالة                                                          | اسم الكاتب          | رقم الصفحة |
| -------------------------------------------------------------------- | ------------------- | ---------- |
| بلاد الجزيرة قبل الفتح الإسلامي وفي أيامه                            | محمود شيت خطاب      | 3          |
| كتاب السحاب والمطر، وكتاب الأزمنة والرياح (لأبي عبيد القاسم بن سلام) | محمد حسن آل ياسين   | 62         |
| الإسلام وحرية الرأي                                                  | جميل سعيد           | 91         |
| كتاب كيمياء المطر والتصعيدات المنسوب للكندي                          | جابر الشكري         | 113        |
| الفعل الثلاثي المجرد، وحقيقة قياسيته                                 | محمد ضاري حمادي     | 151        |
| علي بن يحيى المنجم                                                   | يونس أحمد السامرائي | 201        |
| مفهوم الفصاحة لغة واصطلاحا                                           | محمد جابر فياض      | 262        |
| الأمثال الكامنة في القرآن (للحسين بن الفضل)                          | علي حسين البواب     | 299        |
| نظرات في شرح هاشميات الكميت (بتفسير أبي رياش)                        | محمد أحمد الدالي    | 330        |

#### الجزء الثاني
| اسم المقالة                                                                                    | اسم الكاتب                 | رقم الصفحة |
| ---------------------------------------------------------------------------------------------- | -------------------------- | ---------- |
| بين العربية والسريانية (نشوء الإشكال والإعجام في العربية)                                      | أندراوس صنا                | 3          |
| المراكز السريانية الثقافية                                                                     | يوسف حبي                   | 47         |
| من أفذاذ البطاركة السريان في العصر الحديث                                                      | كوركيس عواد                | 107        |
| تكملة ذخيرة الأذهان في تواريخ المشارقة والمغاربة السريان                                       | ميخائيل عواد               | 149        |
| دراسات صرفية ومعجمية في لهجة بغداد                                                             | خالد إسماعيل               | 155        |
| من مشاهير خطاطي أسرة هومو                                                                      | بطرس حداد                  | 167        |
| بنى الرباعي وأصوله في السريانية                                                                | بنيامين حداد               | 195        |
| النفي في الجملة العبرية                                                                        | محمد عبد اللطيف عبد الكريم | 237        |
| أمثال حكمية لإيليا الأنباري (القرن العاشر الميلادي)                                            | يوسف حبي                   | 257        |
| الوثنية والمسيحية في المشرق                                                                    | روفائيل ميناس              | 267        |
| تعريف بكتاب (استعمال الآرامية في الإمبراطورية الآشورية الحديثة في القرن التاسع إلى السابع ق.م) | خالد إسماعيل               | 291        |
| خلاصة أعمال هيأة اللغة السريانية في دورتها السادسة (1984 - 1985)                               | يوسف خيدو البازي           | 299        |
| الفهرس العام لمجلة هيئة اللغة السريانية (المجمع العلمي العراقي) للسنوات 1975 - 1985            | بنيامين حداد               | 303        |

#### الجزء الثالث
| اسم المقالة                                                      | اسم الكاتب          | رقم الصفحة |
| ---------------------------------------------------------------- | ------------------- | ---------- |
| بلاد الجزيرة قبل الفتح الإسلامي وفي أيامه                        | محمود شيت خطاب      | 3          |
| مصطلحات الزراعة والري في كتابات المسند                           | جواد علي            | 53         |
| أدب الأديرة                                                      | نوري حمودي القيسي   | 103        |
| ذيل تاريخ بغداد                                                  | إبراهيم السامرائي   | 121        |
| حذف الفعل في الإغراء والتحذير                                    | فاضل صالح السامرائي | 171        |
| ما لم ينشر من الحلبة (للصاحبي التاجي)                            | حاتم الضامن         | 180        |
| حول طبيعة الحركة الشعوبية                                        | فاروق عمر فوزي      | 197        |
| أسماء الأسد (لابن خالويه)                                        | محمود جاسم الدرويش  | 216        |
| كتاب التنبيه على اللحن الجلي واللحن الخفي (للسعيدي)              | غانم قدوري          | 240        |
| ملحوظات على (العباب الزاخر واللباب الفاخر) تحقيق د. فير محمد حسن | هاشم طه شلاش        | 288        |

#### الجزء الرابع
| اسم المقالة                                                                               | اسم الكاتب              | رقم الصفحة |
| ----------------------------------------------------------------------------------------- | ----------------------- | ---------- |
| سمات سفراء النبي صلى الله عليه وسلم                                                       | محمود شيت خطاب          | 3          |
| العراق في المصنفات المنقولة إلى العربية                                                   | كوركيس عواد             | 61         |
| رقيع الوالبي، حياته وما تبقى من شعره                                                      | نوري حمودي القيسي       | 143        |
| غلط الضعفاء من الفقهاء (لابن بري)                                                         | حاتم الضامن             | 168        |
| الإيضاح في القراءات                                                                       | أحمد نصيف الجنابي       | 201        |
| عيوب اللسان واللهجات المذمومة خلاصة - خلاصة أعمال لجنة الأصول للسنة المجمعية 1984 - 1985م | رشيد عبد الرحمن العبيدي | 236        |
| التقرير السنوي للسنة المجمعية 1984 - 1958                                                 | رئيس التحرير            | 312        |

#### عدد خاص
| اسم المقالة                                                                 | اسم الكاتب         | رقم الصفحة |
| --------------------------------------------------------------------------- | ------------------ | ---------- |
| سمات سفراء النبي صلى الله عليه وسلم                                         | محمود شيت خطاب     | 3          |
| في معنى الإيجاب والسلب وحركة جيم الموجب في الرياضيات                        | جميل الملائكة      | 72         |
| الأثر النفسي والاجتماعي في تعريب اللغة                                      | يوسف عز الدين      | 91         |
| منهجية الأدب المقارن بين النقد الإغريقي والتراث العربي                      | كامل حسن البصير    | 103        |
| نسب الخيل (لابن الكلبي) تحقيق                                               | نوري حمودي القيسي  | 130        |
| موارد تاريخ ابن عذاري المراكشي عن شمال إفريقيا                              | عبد الواحد ذنون طه | 201        |
| المسائل العسكريات (لأبي علي الفارسي) تحقيق إسماعيل أحمد عمايرة              | مروان العطية       | 263        |
| ديوان ابن نباته السعدي                                                      | وليد الأعظمي       | 274        |
| الكتب المهدأة إلى مكتبة المجمع العلمي العراقي خلال النص الأول - من سنة 1985 | صباح ياسين         | 289        |

### المجلد السابع والثلاثون
صدر بأربعة أجزاء عام 1986

#### الجزء الأول
| اسم المقالة                          | اسم الكاتب               | رقم الصفحة |
| ------------------------------------ | ------------------------ | ---------- |
| أبو موسى الأشعري                     | محمود شيت خطاب           | 3          |
| مضرس بن ربعي الأسدي                  | نوري حمودي القيسي        | 53         |
| مصطلحات حضارية في التراث العربي      | ميخائيل عواد             | 91         |
| الكناية                              | محمد جابر فياض           | 119        |
| كتاب الفرق (لأبي حاتم السجستاني)     | حاتم الضامن              | 206        |
| التحول والثبات في أصوات العربية      | حسام النعيمي             | 261        |
| ظاهرة تخطئة النحويين للفصحاء والقراء | عبد الجبار علوان النايلة | 302        |

#### الجزء الثاني
| اسم المقالة                                                                            | اسم الكاتب            | رقم الصفحة |
| -------------------------------------------------------------------------------------- | --------------------- | ---------- |
| أبو موسى الأشعري: الصحابي السفير القائد                                                | محمود شيت خطاب        | 3          |
| الصعوبات المفتعلة على درب التعريب                                                      | جميل الملائكة         | 53         |
| لغة القرآن الكريم في موضوع الجريمة والعقاب                                             | كامل حسن البصير       | 68         |
| انس بن زنيم الدولي                                                                     | نوري حمودي القيسي     | 92         |
| التجربة المختبرية في التراث العلمي العربي                                              | ياسين خليل            | 119        |
| الذخيرة اللغوية العربية                                                                | عبد الرحمن الحاج صالح | 151        |
| اللغة العربية بين المنطق العقلي والاعتباط                                              | عدنان محمد سلمان      | 167        |
| دراسة مقارنة بين النزعة العربية الإسلامية المقاومة للظلم والنزعة الفارسية المستكينة له | فاروق عمر فوزي        | 213        |
| هارون بن علي المنجم                                                                    | يونس أحمد السامرائي   | 238        |
| ملاحظات على كتاب (حاشية ابن بري على كتاب المعرب)                                       | حاتم الضامن           | 301        |
| الكتب المهداة إلى مكتبة المجمع العلمي العراقي خلال النصف الثاني من عام 1985            | صباح ياسين            | 351        |

#### الجزء الثالث
| اسم المقالة                                      | اسم الكاتب              | رقم الصفحة |
| ------------------------------------------------ | ----------------------- | ---------- |
| متطلبات البحث العلمي                             | صالح أحمد العلي         | 5          |
| اللغة والبحث العلمي                              | أحمد عبد الستار الجواري | 63         |
| الكتاب العلمي العربي دواعيه، وأوضاعه، ومستلزماته | جميل الملائكة           | 72         |
| من أساليب منهجية البحث عند العرب                 | نوري حمودي القيسي       | 87         |
| البحث العلمي في العلوم الطبيعية                  | جلال محمد صالح          | 115        |
| أدب المذكرات في العراق                           | كوركيس عواد             | 144        |
| محمد بن عبد الملك الزيات                         | جميل سعيد               | 174        |
| شعر القحيف العقيلي                               | حاتم الضامن             | 222        |

#### الجزء الرابع
| اسم المقالة                                                              | اسم الكاتب         | رقم الصفحة |
| ------------------------------------------------------------------------ | ------------------ | ---------- |
| العلم الإغريقي، مقوماته ونقله إلى العربية                                | صالح أحمد العلي    | 3          |
| الطيران.. من الحقيقة إلى الخيال                                          | محمد بهجة الأثري   | 57         |
| يزيد بن المهلب بن أبي صفرة الأزدي                                        | محمود شيت خطاب     | 76         |
| دراسات في أبعاد وأنماط المسام في المواد الصلبة                           | جلال محمد صالح     | 134        |
| عبد الله بن همام السلولي، حياته وما تبقى من شعره                         | نوري حمودي القيسي  | 176        |
| المصطلح اللغوي في القرآن الكريم                                          | محيي الدين توفيق   | 222        |
| المشكلة والطريقة                                                         | ياسين خليل         | 248        |
| شعر الفند الزماني                                                        | حاتم الضامن        | 288        |
| موارد تاريخ ابن عذاري المراكشي عن الأندلس من الفتح إلى نهاية مصر الطوائف | عبد الواحد ذنون طه | 314        |
| التقرير السنوي عن أعمال المجمع خلال السنة المجمعية 1985- 1986            | صالح أحمد العلي    | 380        |
| الأستاذ موسى عبد الصمد في ذمة الله                                       | رئيس التحرير       | 395        |

### المجلد الثامن والثلاثون
صدر بأربعة أجزاء عام 1987

#### الجزء الأول
| اسم المقالة                                                                | اسم الكاتب              | رقم الصفحة |
| -------------------------------------------------------------------------- | ----------------------- | ---------- |
| أسلوب التفضيل في القرآن الكريم                                             | أحمد عبد الستار الجواري | 5          |
| يزيد بن المهلب بن أبي صفره الأزدي                                          | محمود شيت خطاب          | 12         |
| الملابس في معجم لسان العرب                                                 | نوري حمودي القيسي       | 83         |
| مسائل لغوية في مذكرات مجمعية                                               | محمد حسن آل ياسين       | 120        |
| التراث العربي والمعاصرة                                                    | يوسف عز الدين           | 165        |
| التربية عملية حضارية                                                       | مسارع الراوي            | 185        |
| نفسية التذكير والتأنيث في العربية                                          | طارق عبد عون الجنابي    | 202        |
| محاولة جديدة في دراسة (كتاب العين)                                         | صلاح الفرطوسي           | 242        |
| جهود ابن كمال باشا في اللغة العربية                                        | رشيد عبد الرحمن العبيدي | 270        |
| جماليات اللغة العربية                                                      | عبد الحميد إبراهيم محمد | 290        |
| شرح الكافية البديعية                                                       | أحمد مطلوب              | 306        |
| الكتب الواردة والمهداة إلى مكتبة المجمع العلمي العراقي خلال عام 1986 - 315 | صباح ياسين              | 315        |

#### الجزء الثاني والثالث
| اسم المقالة                                    | اسم الكاتب           | رقم الصفحة |
| ---------------------------------------------- | -------------------- | ---------- |
| شيء عن الموضوعية                               | سعدون حمادي          | 5          |
| مقومات الدولة العربية قبل الإسلام              | جواد علي             | 29         |
| الأندلس وما جاورها                             | محمود شيت خطاب       | 81         |
| كتب المئات في الأدب العربي القديم والحديث      | كوركيس عواد          | 142        |
| النقد البلاغي                                  | أحمد مطلوب           | 195        |
| الإبلاغ والإعلام عند الشاعر العربي قبل الإسلام | نوري حمودي القيسي    | 213        |
| قصة الكيمياء                                   | جابر الشكري          | 233        |
| أصوات العربية: واقعها ومستقبلها                | حسام النعيمي         | 254        |
| الناسخ والمنسوخ                                | حاتم الضامن          | 305        |
| مختصر المنال في الجواب والسؤال                 | علي حسين البواب      | 334        |
| قضايا صوتية في النحو العربي                    | طارق عبد عون الجنابي | 366        |
| نقد كتاب المعجم السبئي                         | جواد علي             | 385        |
| نصيحة الملوك                                   | أحمد مطلوب           | 398        |
| الكتب المهداة والواردة إلى مكتبة المجمع        | صباح ياسين           | 408        |

#### الجزء الرابع
| اسم المقالة                                                                             | اسم الكاتب         | رقم الصفحة |
| --------------------------------------------------------------------------------------- | ------------------ | ---------- |
| مسوغات تجديد كتابة التاريخ                                                              | صالح أحمد العلي    | 5          |
| الأندلس وما جاورها - تاريخ الأندلس قبل الفتح الإسلامي وفي أيامه الأولى                  | محمود شيت خطاب     | 46         |
| المصطلح النقدي                                                                          | أحمد مطلوب         | 100        |
| عدي بن الرقاع العاملي حياته وخصائص شعره                                                 | حاتم الضامن        | 124        |
| المعجم الذي نريده                                                                       | يوسف عز الدين      | 154        |
| كتاب السموم المنسوب لجابر بن حيان                                                       | جابر الشكري        | 169        |
| فضائل القرآن وأهله وأخلاقهم                                                             | أحمد نصيف الجنابي  | 190        |
| أساليب الاستثناء عند النحاة القدماء                                                     | عبد الحسين الفتلي  | 232        |
| باب الأضداد- لأبي عبيد القاسم بن سلام                                                   | محمد حسين آل ياسين | 257        |
| عرض الكتب - بغداد                                                                       | أحمد مطلوب         | 297        |
| التقرير السنوي المقدم من رئيس المجمع عن أعمال المجمع في خلال السنة المجمعية 1986 - 1987 | رئيس التحرير       | 306        |
| آراء وأنباء                                                                             | رئيس التحرير       | 323        |
| أبو ربيعة                                                                               | أحمد مطلوب         | 324        |
| أحمد ناجي القيسي في ذمة الخلود                                                          | نوري حمودي القيسي  | 328        |

### المجلد التاسع والثلاثون
صدر بأربعة أجزاء عام 1988

#### الجزء الأول
| اسم المقالة                                          | اسم الكاتب               | رقم الصفحة |
| ---------------------------------------------------- | ------------------------ | ---------- |
| علم أنباط المياه الخفية عند العرب                    | محمد بهجة الأثري         | 5          |
| المعجم الذي نطمح إليه                                | محمد حسن آل ياسين        | 29         |
| الأندلس وما جاورها                                   | محمود شيت خطاب           | 58         |
| وقفة عند المقالة الرابعة في كتاب الفهرست لابن النديم | نوري حمودي القيسي        | 110        |
| المصطلح الكيميائي - مشاكله وحلولها                   | جابر الشكري              | 123        |
| اتساخ وتسمم العوامل المساعدة                         | جلال محمد صالح           | 165        |
| القراءات والوقف والابتداء                            | أحمد خطاب العمر التكريتي | 204        |
| علاقة مختصر العين لأبي بكر الزبيدي بكتاب العين       | صلاح الفرطوسي            | 234        |
| تضمن الظرف معنى (في)                                 | فاضل صالح السامرائي      | 245        |
| ما لم ينشر من كتاب العشرات للقزاز القيرواني          | حاتم الضامن              | 259        |
| نحو المعاني                                          | أحمد مطلوب               | 273        |
| تأبين فقيد المجمع الدكتور جواد علي                   | رئيس التحرير             | 281        |
| تأبين فقيد المجمع الدكتور كامل حسن البصير            | رئيس التحرير             | 297        |
| تأبين فقيد المجمع الدكتور جابر عزيز الشكري           | رئيس التحرير             | 301        |
| تأبين فقيد المجمع الدكتور أحمد عبد الستار الجواري    | رئيس التحرير             | 306        |
| مطبوعات المجمع العلمي العراقي                        | صباح ياسين               | 320        |

#### الجزء الثاني
| اسم المقالة                                       | اسم الكاتب             | رقم الصفحة |
| ------------------------------------------------- | ---------------------- | ---------- |
| طارق بن زياد فاتح شطر الأندلس                     | محمود شيت خطاب         | 5          |
| رواية مصنفات الحافظ أبي بكر الخطيب                | عبد الرحمن الفاسي      | 100        |
| مواد البيان لعلي بن خلف الكاتب                    | نوري حمودي القيسي      | 144        |
| المعايير المميزة للريف والحضر في العصور الإسلامية | ناجية عبد الله إبراهيم | 185        |
| مشروع مجمع اللغة العربية الأردني                  | مجيد محمد علي القيسي   | 226        |
| غاية المراد في معرفة إخراج الضاد                  | طه محسن                | 250        |
| كتاب خطة الحسبة                                   | محمود شيت خطاب         | 271        |

#### الجزء الثالث
| اسم المقالة                                                        | اسم الكاتب              | رقم الصفحة |
| ------------------------------------------------------------------ | ----------------------- | ---------- |
| كتاب النحت وبيان حقيقته ونبذة من قواعده للعلامة محمود شكري الألوسي | محمد بهجة الأثري        | 5          |
| حروف الزيادة                                                       | أحمد عبد الستار الجواري | 62         |
| طارق بن زياد، فاتح شطر الأندلس                                     | محمود شيت خطاب          | 73         |
| موجز في تطور الأرقام                                               | جميل الملائكة           | 139        |
| أبو المظفر الأبيوردي شاعر العروبة في القرن الخامس الهجري           | جميل سعيد               | 164        |
| الأسلوبية إلى أين                                                  | أحمد مطلوب              | 257        |
| اللواء والراية                                                     | نوري حمودي القيسي       | 286        |
| الدولة في عهد الرسول صلى الله عليه وسلم                            | أحمد مطلوب              | 310        |
| التقرير السنوي عن أعمال المجمع للسنة المجمعية 1987 - 1988          | صالح أحمد العلي         | 316        |
| الكتب المهداة والواردة إلى مكتبة المجمع خلال سنة 1987 - 1988       | صباح ياسين              | 333        |

#### الجزء الرابع
| اسم المقالة                                | اسم الكاتب           | رقم الصفحة |
| ------------------------------------------ | -------------------- | ---------- |
| طارق بن زياد (فاتح شطر الأندلس)            | محمود شيت خطاب       | 5          |
| مسائل لغوية في مذكرات مجمعية               | محمد حسن آل ياسين    | 57         |
| معجم الأمراض في لسان العرب                 |                      | 91         |
| لغة المثقفين                               | أحمد مطلوب           | 152        |
| تثليث الزاوية بالتقارب والآلات الميكانيكية | علي إسحاق عبد اللطيف | 169        |
| معادلات الدرجة الثالثة فما فوق عند العرب   | خالد أحمد السامرائي  | 196        |
| التعدية بالباء في تحقيقات اللغويين         | محمد ضاري حمادي      | 217        |
| المعاني المشتركة بين حروف الجر             | فاضل صالح السامرائي  | 244        |
| رسالة الخط والقلم (المنسوبة لابن قتيبة)    | حاتم الضامن          | 262        |
| حقيقة اللغة ومفرداتها                      | عدنان محمد سلمان     | 293        |
| قصيدة قحطانية نادرة - تحقيق                | حاتم غنيم            | 331        |
| خطط البصرة ومنطقتها                        | أحمد مطلوب           | 352        |

### المجلد الأربعون
صدر بأربعة أجزاء عام 1989

#### الجزء الأول
| اسم المقالة                                               | اسم الكاتب         | رقم الصفحة |
| --------------------------------------------------------- | ------------------ | ---------- |
| المعالم العمرانية في مكة المكرمة في القرنين الأول والثاني | صالح أحمد العلي    | 5          |
| عبد العزيز بن موسى بن نصير اللخمي فاتح شطر الأندلس        | محمود شيت خطاب     | 56         |
| ديوان الخبز أرزي - تحقيق: محمد حسن آل ياسين               | نصر بن أحمد البصري | 92         |
| زيادة الألف والنون في النسب                               | أحمد مطلوب         | 137        |
| سلامة اللغة العربية بين التشريع والتطبيق                  | نوري حمودي القيسي  | 177        |
| مناهج الجغرافيا الإقليمية عند العرب في التراث والمعاصرة   | علي محمد المياح    | 200        |
| ظاءات القرآن للسرقوسي (تحقيق)                             | حاتم الضامن        | 255        |
| الفهرس الموضوعي لآيات القرآن الكريم                       | محمود شيت خطاب     | 274        |
| الأعضاء المؤازرون                                         | رئيس التحرير       | 295        |

#### الجزء الثاني
| اسم المقالة                                                                             | اسم الكاتب           | رقم الصفحة |
| --------------------------------------------------------------------------------------- | -------------------- | ---------- |
| المعالم العمرانية في مكة المكرمة - في القرنين الأول والثاني                             | صالح أحمد العلي      | 5          |
| رأي في كتابة التاريخ                                                                    | سعدون حمادي          | 52         |
| قادة فتح الأندلس في مرحلة استثمار الفوز                                                 | محمود شيت خطاب       | 66         |
| الحداثة                                                                                 | أحمد مطلوب           | 128        |
| ديوان الخبزارزي - نصر بن أحمد البصري                                                    | محمد حسن آل ياسين    | 163        |
| زبان بن سيار الفزاري                                                                    | نوري حمودي القيسي    | 209        |
| المجمع العلمي العراقي في رحاب اللغة العربية الفصيحة                                     | كامل حسن البصير      | 232        |
| الإلغاء والتعليق في أفعال القلوب                                                        | فاضل صالح السامرائي  | 253        |
| المصطلح الكيميائي العربي                                                                | مجيد محمد علي القيسي | 264        |
| التقرير السنوي عن أعمال المجمع للسنة المجمعية 1988 - 1989                               | صالح أحمد العلي      | 296        |
| الكتب المهداة والواردة إلى مكتبة المجمع العلمي العراقي خلال الدورة المجمعية 1988 - 1989 | صباح ياسين           | 311        |

#### الجزء الثالث والرابع
| اسم المقالة                                                              | اسم الكاتب                  | رقم الصفحة |
| ------------------------------------------------------------------------ | --------------------------- | ---------- |
| المعالم العمرانية في مكة المكرمة في القرنين الأول والثاني                | صالح أحمد العلي             | 5          |
| الرئي.. بديل التلفزيون                                                   | محمد بهجة الأثري            | 29         |
| الشعرية                                                                  | أحمد مطلوب                  | 44         |
| النابغة الذبياني الشاعر الناقد                                           | جميل سعيد                   | 95         |
| ديوان الخبزارزي (القسم الثالث) تحقيق: محمد حسن آل ياسين                  | نصر بن أحمد البصري          | 129        |
| نهاية الأندلس                                                            | محمود شيت خطاب              | 176        |
| من مظاهر الدس الشعري في الأدب العربي                                     | نوري حمودي القيسي           | 217        |
| العرب والمحيط الهندي في العصور الإسلامية الوسطى                          | علي محمد المياح             | 233        |
| تفسير أوجه استعمال حروف الجر                                             | محيي الدين عبد الرحمن رمضان | 255        |
| إسهام العراقيين المعاصرين في تحقيق التراث                                | حاتم الضامن                 | 272        |
| المعاني المجازية التي خرج إليها أسلوب الاستفهام في القرآن الكريم         | قيس إسماعيل الأوسي          | 323        |
| في سبيل معجم تشريحي لجسم الإنسان باللغة العربية                          | عبد الله عاصم               | 368        |
| موارد تاريخ ابن عذاري المراكشي عن المرابطين والموحدين في المغرب والأندلس | عبد الواحد ذنون طه          | 397        |

## عقد التسعينيات

### المجلد الحادي والأربعون
صدر عام 1990 - 1992.

#### الجزء الأول
| اسم المقالة                                                                           | اسم الكاتب              | رقم الصفحة |
| ------------------------------------------------------------------------------------- | ----------------------- | ---------- |
| مفردات اللغة العربية: منابع دراستها وتطورها                                           | صالح أحمد العلي         | 5          |
| تقيس المصطلح وتوحيده في العالم العربي: المبادئ والطرائق                               | جميل الملائكة           | 47         |
| أثر ابن جني في عبد القاهر وابن الأثير                                                 | أحمد مطلوب              | 58         |
| المستدرك على دواوين الشعراء                                                           | نوري حمودي القيسي       | 88         |
| نهاية الأندلس                                                                         | محمود شيت خطاب          | 134        |
| ديوان الخبزارزي - القسم الرابع - تحقيق: محمد حسن آل ياسين                             | نصر بن أحمد البصري      | 183        |
| أرض السواد: دراسة في الجغرافية والتاريخ                                               | علي محمد المياح         | 227        |
| شواهد الزمخشري في أساس البلاغة                                                        | رشيد عبد الرحمن العبيدي | 294        |
| مسائل منثورة في التفسير والعربية والمعاني لابن بري                                    | حاتم الضامن             | 319        |
| المطبوعات الواردة والمهداة إلى مكتبة المجمع للدورية المجمعة 1989 - 1990 - القسم الأول | صباح ياسين              | 351        |

#### الجزء الثاني
| اسم المقالة                                      | اسم الكاتب          | رقم الصفحة |
| ------------------------------------------------ | ------------------- | ---------- |
| رصافة بغداد، وأطرافها                            | صالح أحمد العلي     | 5          |
| مكانة اللغة العربية في الثقافة العربية الإسلامية | جميل الملائكة       | 60         |
| التنمية اللغوية                                  | أحمد مطلوب          | 74         |
| نهاية الأندلس                                    | محمود شيت خطاب      | 95         |
| ديوان الخبزارزي                                  | محمد حسن آل ياسين   | 145        |
| حصر حرف الظاء                                    | حاتم الضامن         | 166        |
| حقيقة رأي الكوفيين في النقص والتمام              | فاضل صالح السامرائي | 185        |
| التقرير العام للسنة المجمعية 1989 - 1990م        | صالح أحمد العلي     | 197        |
| الكتب الواردة والمهداة إلى مكتبة المجمع          | صباح ياسين          | 215        |

#### الجزء الثالث
صدر عام 1992.
| اسم المقالة                                    | اسم الكاتب        | رقم الصفحة |
| ---------------------------------------------- | ----------------- | ---------- |
| أقوال العرب ومؤلفاتهم في خصائص الشعوب والبلدان | صالح أحمد العلي   | 5          |
| نهاية الأندلس                                  | محمود شيت خطاب    | 49         |
| قراءة جديدة في شعر عمر بن أبي ربيعة            | نوري حمودي القيسي | 103        |
| من المستدرك على ديوان الخبزارزي                | محمد حسن آل ياسين | 118        |
| الأثري الإنسان والشاعر                         | أحمد مطلوب        | 150        |
| كنوز المصطلحات العربية                         | علي محمد المياح   | 188        |
| تقرير عن أعمال هيئة التأليف والترجمة والنشر    | محمود الجليلي     | 212        |

### المجلد الثاني والأربعون
صدر عام 1994.
| اسم المقالة                                            | اسم الكاتب        | رقم الصفحة |
| ------------------------------------------------------ | ----------------- | ---------- |
| منهج دوزي في المعجم المفصل بأسماء الملابس عند العرب    | أحمد مطلوب        | 5          |
| تراثنا الشعري (أدب الحرب)                              | نوري حمودي القيسي | 28         |
| انهيار دولة قرطبة: مجمل أسبابه                         | محمود شيت خطاب    | 55         |
| أصالة الفكر الجغرافي العربي ومنهجيته                   | علي محمد المياح   | 95         |
| القانون الدولي وطبيعته                                 | منذر الشاوي       | 123        |
| ديوان أبي طلب بن عبد المطلب في صنعتين                  | محمد حسن آل ياسين | 163        |
| العلم والثقافة (التكنولوجيا) وقضية الأمن القومي        | علي عطية عبد الله | 192        |
| علم الدرجات الحرارية الواطئة جداً (الزمهرير)            | عبد المهدي طالب   | 238        |
| الكتب الواردة والمهداة إلى مكتبة المجمع العلمي العراقي | صباح ياسين        | 247        |

### المجلد الثالث والأربعون
صدر عام 1996.

#### الجزء الأول
| اسم المقالة                                                                   | اسم الكاتب        | رقم الصفحة |
| ----------------------------------------------------------------------------- | ----------------- | ---------- |
| مجلة المجمع العلمي                                                            | رئيس التحرير      | 3          |
| القيروان في العهود الإسلامية الأولى - دراسة في تنظيم أهلها ومعالمها العمرانية | صالح أحمد العلي   | 5          |
| عبد القاهر ونقد النص الشعري                                                   | أحمد مطلوب        | 55         |
| الأشهر الأفصح (يأنس به قلبي) لا (يأنس إليه قلبي)                              | جميل الملائكة     | 101        |
| جوهرة الجمهرة للصاحب إسماعيل بن عباد                                          | محمد حسن آل ياسين | 108        |
| بناء قصيدة الشكوى في العصر الأموي                                             | نوري حمودي القيسي | 129        |
| رحلة ابن بطوطة - دراسة في الجغرافية الإقليمية                                 | علي محمد المياح   | 146        |
| ديوان التحقيق الأسباني ومهمته في إبادة الأمة الأندلسية                        | محمود شيت خطاب    | 185        |
| الفعل الماضي وحركات بنائه                                                     | جميل إبراهيم علوش | 241        |
| إتمام الوفاء في معجم ألقاب الشعراء                                            | سامي مكي العاني   | 255        |
| لطائف الكتب ومحاسنها لأبي منصور الثعالبي                                      | هلال ناجي         | 291        |
| تقرير عن ندوة منهجية تحقيق النصوص                                             | جميل الملائكة     | 317        |
| قواعد وضوابط النشر                                                            | رئيس التحرير      | 321        |
| الكتب الواردة والمهداة إلى مكتبة المجمع العلمي                                | صباح ياسين        | 330        |

#### الجزء الثاني
| اسم المقالة                                                                | اسم الكاتب            | رقم الصفحة |
| -------------------------------------------------------------------------- | --------------------- | ---------- |
| دور التربية والتعليم والبحث العلمي في حماية البيئة                         | ناجح الراوي           | 7          |
| السلطة المركزية وأثرها في حركة الإصلاح في الغرب الأقصى                     | إبراهيم خلف العبيدي   | 34         |
| نحو معجم لمصطلحات النقد الحديث                                             | أحمد مطلوب            | 60         |
| التنمية العلمية والتقنية في عراق ما بعد الحصار                             | داخل حسن جريو         | 92         |
| الأهمية الإستراتيجية للمياه في الوطن العربي                                | رياض حامد الدباغ      | 128        |
| العراق والقوى الآسيوية الجديدة                                             | مازن إسماعيل الرمضاني | 158        |
| الاستقراء ومناهج البحث العلمي                                              | محمود حياوي حماش      | 183        |
| المقاطعة الاقتصادية والاجتماعية لبني هاشم في مكة عرض وتحليل بعض الإشكاليات | هاشم يحيى الملاح      | 204        |
| قراءة جديدة لبيت الحكمة البغدادي                                           | يوسف حبي              | 227        |
| الكتب الواردة والمهداة إلى مكتبة المجمع العلمي                             | صباح ياسين            | 247        |

### المجلد الرابع والأربعون
صدر عام 1997.

#### الجزء الأول
| اسم المقالة                                                                                       | اسم الكاتب           | رقم الصفحة |
| ------------------------------------------------------------------------------------------------- | -------------------- | ---------- |
| كلمة الافتتاح                                                                                     | ناجح الراوي          | 5          |
| قراءة النص الشعري                                                                                 | أحمد مطلوب           | 7          |
| الأتمتة والمعلومات.. بعض تقنيات المستقبل                                                          | داخل حسن جريو        | 46         |
| التقديم والتأخير                                                                                  | فاضل صالح السامرائي  | 71         |
| الرقابة الصحية ونظام الحسبة في الحضارة العربية الإسلامية                                          | هاشم يحيى الملاح     | 90         |
| التلوث الكهرومغناطيسي والكيماوي والجرثومي الناتج عن الحرب والحصار وتأثيره في البيئة والصحة العامة | أنيس الراوي          | 107        |
| التعريب واختلاق المعوقات                                                                          | جميل الملائكة        | 123        |
| الأحوال السياسية في جنوب غرب الجزيرة العربية في العصر الأموي                                      | عبد الواحد ذنون طه   | 134        |
| أضواء على انتفاضة الموصل المنسية سنة 1839                                                         | عماد عبد السلام رؤوف | 168        |
| التضخم النقدي في الاقتصاد العراقي - العامل النفسي والاختلال الهيكلي - دراسة تحليلية               |                      | 184        |
| طه الراوي اللغوي النحوي                                                                           | نعمة رحيم العزاوي    | 217        |
| نشاطات المجمع                                                                                     | صدام حسين            | 261        |

#### الجزء الثاني
| اسم المقالة                                                                | اسم الكاتب           | رقم الصفحة |
| -------------------------------------------------------------------------- | -------------------- | ---------- |
| كلمة الافتتاح                                                              | رئيس التحرير         | 5          |
| نظرة إلى تجربة اليابان في نقل التكنولوجيا                                  | ناجح الراوي          | 7          |
| الدرس البلاغي في بغداد                                                     | أحمد مطلوب           | 27         |
| نحو مدارس بحثية عربية                                                      | داخل حسن جريو        | 67         |
| تطور الفكر الرياضي                                                         | عادل غسان نعوم       | 85         |
| التجربة الصوفية - دراسة في ضوء العلوم العصبية                              | أنعم رشيد الصالحي    | 100        |
| فلسفة الشطح عند الصوفية أو لغة أهل الإشارة                                 | حسن الشيخ            | 122        |
| الإتجار بغنائم الحرب في عصر الراشدين وبني أمية                             | نجمان ياسين          | 217        |
| فلسفة التربية عند الإمام الغزالي                                           | ماهر إسماعيل الجعفري | 251        |
| العلاقة بين كتاب الأحكام السلطانية للماوردي وكتاب الأحكام السلطانية للفراء | محمد جاسم الحديثي    | 296        |
| المعاجم اللغوية من مظاهر أصلة حضارة وادي الرافدين                          | عامر سليمان          | 339        |
| نشاطات المجمع للفترة من 1/4/1997 لغاية 26/6/1997                           | رئيس التحرير         | 357        |
| عقد التكاليف                                                               | رئيس التحرير         | 363        |

#### الجزء الثالث
| اسم المقالة                                             | اسم الكاتب           | رقم الصفحة |
| ------------------------------------------------------- | -------------------- | ---------- |
| كلمة الافتتاح                                           | رئيس التحرير         | 5          |
| كيمياء وصناعة العطور عبر التاريخ                        | جلال محمد صالح       | 7          |
| آفاق المستقبل ودعم الحوار بين المسلمين والغرب           | رياض حامد الدباغ     | 33         |
| نظريات تكوين الطرز في الجنين                            | محمود حياوي حماش     | 46         |
| نهاية النهاية                                           | محمود شيت خطاب       | 72         |
| هجرة الأندلسيين وتهجيرهم إلى المغرب العربي              | خليل إبراهيم الكبيسي | 132        |
| بعض مجادلات الفكر الاستراتيجي حول مركز الاستقطاب الصيني | عبد القادر محمد فهمي | 178        |
| وثيقة                                                   | رئيس التحرير         | 206        |

#### الجزء الرابع
| اسم المقالة                                                                                      | اسم الكاتب             | رقم الصفحة |
| ------------------------------------------------------------------------------------------------ | ---------------------- | ---------- |
| كلمة الافتتاح                                                                                    | رئيس التحرير           | 5          |
| تيسير البلاغة                                                                                    | أحمد مطلوب             | 7          |
| تطور الفكر العلمي في الكيمياء                                                                    | جلال محمد صالح         | 30         |
| التعليم الهندسي في العراق ومواجهة تحديات الحصار                                                  | داخل حسن جريو          | 58         |
| الهندسة الحياتية الطبية                                                                          | سامي عبد المهدي المظفر | 86         |
| الجملة الخبرية والإنشائية                                                                        | فاضل صالح السامرائي    | 118        |
| الطبيعة القانونية للدولة العربية الإسلامية في عهد الرسول - صلى الله عليه وسلم - اتحادية أم موحدة | هاشم يحيى الملاح       | 129        |
| نظام رواتب الجيش العباسي في العراق                                                               | عبد الوهاب خضر إلياس   | 149        |
| دور الشعر التعليمي في تطور الفكر التربوي العربي                                                  | ماهر إسماعيل الجعفري   | 177        |
| التقرير الختامي لسنة 1997                                                                        | ناجح الراوي            | 206        |

### المجلد الخامس والأربعون
صدر عام 1998.

#### الجزء الأول
| اسم المقالة                                                                       | اسم الكاتب             | رقم الصفحة |
| --------------------------------------------------------------------------------- | ---------------------- | ---------- |
| تثبيت التربة لإنشاء الطرق قليلة التكاليف في الوطن العربي - الإمكانيات والإشكاليات | ناجح الراوي            | 5          |
| من القرآن الكريم إلى النصوص المسمارية - قصة الطوفان                               | عامر سليمان            | 36         |
| وسائل وضع المصطلح العلمي                                                          | محمد ضاري حمادي        | 61         |
| القرآن الكريم مفتاح للبحث العلمي لعلم العمارة ونظرياتها                           | حفصة رمزي العمري       | 73         |
| العلاقة بين الكلمة واللحن في بعض صيغ التراث والموروث الموسيقي العراقي             | طارق حسون فريد         | 101        |
| دور التربية في نهضة اليابان                                                       | عبد الله حسن الموسوي   | 142        |
| قراءة في منهجية - المعجم الطبي الموحد                                             | مجيد محمد علي القيسي   | 174        |
| الاتصال الحضاري والتغير الاجتماعي للجماعات الأثنية                                | مزاحم جاسم مجيد الأشعب | 211        |
| التغلغل الاقتصادي الأوربي في المغرب - 1984 - 1912                                 | هاشم صالح التكريتي     | 237        |

#### الجزء الثاني
| اسم المقالة                                                                                     | اسم الكاتب                  | رقم الصفحة |
| ----------------------------------------------------------------------------------------------- | --------------------------- | ---------- |
| التيارات السياسية في الخليج العربي                                                              | إبراهيم خلف العبيدي         | 5          |
| إشكالية مصطلح النقد الأدبي المعاصر                                                              | أحمد مطلوب                  | 48         |
| مضمون النقل في المنهج الاقتصادي الإسلامي                                                        | حمدان عبد المجيد الكبيسي    | 78         |
| قضية الأثر الأجنبي في البلاغة العربية                                                           | ضياء خضير                   | 94         |
| آل الجراح في العصر العباسي الثاني                                                               | عبد الواحد ذنون طه          | 121        |
| أوضاع ولاية الموصل السياسية والاقتصادية والاجتماعية والثقافية من خلال سالنامات الموصل العثمانية | عصمت برهان الدين عبد القادر | 156        |
| الضرورة النحوية في ديوان المتنبي                                                                | علي الشوملي                 | 192        |

#### الجزء الثالث
| اسم المقالة                                                   | اسم الكاتب           | رقم الصفحة |
| ------------------------------------------------------------- | -------------------- | ---------- |
| اتجاهات حديثة في العلم                                        | جلال محمد صالح       | 5          |
| المستضعفون في مكة من الهجرة حتى الفتح - 1-8 هـ / 622 - 629م   | هاشم يحيى الملاح     | 34         |
| تراكيب نحوية في تحقيقات اللغويين                              | محمد ضاري حمادي      | 64         |
| الآفات الزراعية التي ظهرت بعد العدوان الثلاثيني والرد المقابل | إبراهيم جدوع الجبوري | 79         |
| أساليب الأمر والنهي والتخيير والتعليل في الفقه الإسلامي       | حسين محمد الربابعة   | 105        |
| الإصابة بذبابة الدودة الحلزونية في العراق                     | فاضل عباس جاسم       | 131        |
| حركة الشمس الظاهرية في مدينة البصرة دراسة ميدانية تحليلية     | ماجد السيد ولي محمد  | 146        |

#### الجزء الرابع
| اسم المقالة                                                                               | اسم الكاتب            | رقم الصفحة |
| ----------------------------------------------------------------------------------------- | --------------------- | ---------- |
| مفهوم الدولة وإشكاليات استخدامه في تدوين التاريخ العربي الإسلامي                          | هاشم يحيى الملاح      | 5          |
| التعليم الهندسي ومتطلبات العصر                                                            | مازن عبد الحميد كاظم  | 23         |
| في الإيقاع الداخلي في القصيدة العربية المعاصرة                                            | خالد سليمان           | 37         |
| المعلم الياباني، فلسفة اختياره - إعداده ... تدريبه                                        | عبد الله حسن الموسوي  | 60         |
| رجالات الشرط في التراث                                                                    | محمد جاسم الحديثي     | 90         |
| معامل مضاعف إعادة الإيداع وهيكل أسعار الفائدة المصرفية                                    | مظهر محمد صالح        | 116        |
| أوضاع القدس والإرهاب اليهودي 1947 /1948- من خلال وثائق القنصلية الملكية العراقية في القدس | ياسين طه طاهر العسكري | 130        |

### المجلد السادس والأربعون
صدر عام 1999.

#### الجزء الأول
| اسم المقالة                                                                                   | اسم الكاتب              | رقم الصفحة |
| --------------------------------------------------------------------------------------------- | ----------------------- | ---------- |
| التعليم في الوطن العربي وتحديات التقدم العلمي والتكنولوجي                                     | ناجح الراوي             | 5          |
| الصورة الشعرية                                                                                | أحمد مطلوب              | 24         |
| متطلبات الأمن القومي من التربية                                                               | مسارع الراوي            | 56         |
| وجهة نظر إباضية في الفرق الإسلامية                                                            | نزار عبد اللطيف الحديثي | 82         |
| موقع الاقتصاد العربي في منظومة اقتصاد القرن الحادي والعشرين                                   | حميد الجميلي            | 100        |
| نماء الشخصية من منظورين فرويد وبياجيه                                                         | طه ياسين النعمة         | 133        |
| القطبية المنفردة للولايات المتحدة الأمريكية وتحديثات المستقبل - وجهة نظر اقتصادية             | عاصم محمد صالح          | 147        |
| عوامل جغرافية أسهمت في اختيار موقع                                                            | محمد سلمان صالح الجبوري | 179        |
| القطبية الإقليمية دراسة في مستقبل الصراع بين النموذج الاحتوائي للعولمة وخيار التنمية المستقلة | مظهر محمد صالح          | 216        |
| تعقيب                                                                                         |                         | 224        |
| التقرير الختامي لسنة 1998                                                                     | رئيس التحرير            | 229        |
| تأبين المرحوم اللواء الركن محمود شيت خطاب                                                     | مسارع الراوي            | 238        |

#### الجزء الثاني
| اسم المقالة                                                         | اسم الكاتب           | رقم الصفحة |
| ------------------------------------------------------------------- | -------------------- | ---------- |
| إنتاج الأغذية والأمن الغذائي                                        | باسل كامل دلالي      | 5          |
| دور الكيمياء في خدمة الزراعة الحديثة                                | جلال محمد صالح       | 17         |
| تقانة المعلومات وآفاقها المستقبلية                                  | داخل حسن جريو        | 50         |
| الرياضيات والطب                                                     | عادل غسان نعوم       | 71         |
| التعدية بالحرف "على" في تحقيقات اللغويين                            | محمد ضاري حمادي      | 87         |
| الأخطاء الإملائية لدى طلبة كلية المعلمين الجامعة المستنصرية         | جمعة رشيد الربيعي    | 103        |
| ترجمة أبي فراس الحمداني الذاتية من شعره "قراءة جديدة"               | حسن محمد الربابعة    | 134        |
| مصادر نحو الإنتاج في الزراعة العراقية                               | سالم توفيق النجفي    | 181        |
| الاستدراك على الجوهري في المعجمات العربية الفيروز آبادي نموذجا      | عامر باهر الحيالي    | 203        |
| نحو فلسفة إيمانية للتربية البيئية في ضوء الرؤية القرآنية            | ماهر إسماعيل الجعفري | 237        |
| كلمة الأستاذ الدكتور ناجح الراوي في تأبين المرحوم مصطفى المختار     | رئيس التحرير         | 277        |
| كلمة الأستاذ الدكتور جوامير مجيد في تأبين المرحوم الدكتور حسن كناني | جوامير مجيد سليم     | 280        |

#### الجزء الثالث
| اسم المقالة                                                  | اسم الكاتب            | رقم الصفحة |
| ------------------------------------------------------------ | --------------------- | ---------- |
| التنوع الإحيائي                                              | باسل كامل دلالي       | 5          |
| اتجاهات حديثة في العلم القسم الثاني علم أيونيات حالة الصلابة | جلال محمد صالح        | 29         |
| التحديات التربوية في التعليم العالي .. وتوقعات المستقبل      | رياض حامد الدباغ      | 52         |
| قراءة جديدة في طبيعة الهجرة في عصر الرسالة                   | هاشم يحيى الملاح      | 72         |
| العلم والدراسات الإنسانية                                    | علي محمد المياح       | 105        |
| تجاوزات على حقوق الطفولة                                     | إبراهيم الكناني       | 120        |
| التلقي وإنتاج الدلالة - قراءة في قصيدة للمتنبي               | ماجد الجعافرة         | 137        |
| اللغة البربرية - لغة عربية قديمة                             | محمد المختار العرباوي | 158        |
| تطور التعليم في المغرب الأقصى في العهد العلوي 1664 - 1912م   | مفيد الزيدي           | 195        |

#### الجزء الرابع
| اسم المقالة                                                                           | اسم الكاتب            | رقم الصفحة |
| ------------------------------------------------------------------------------------- | --------------------- | ---------- |
| كلمة الافتتاح                                                                         | ناجح الراوي           | 5          |
| نجو بناء صناعة برمجية عربية                                                           | داخل حسن جريو         | 7          |
| حرب الحصون في فتوح الشام للواقدي                                                      | حسن محمد الربابعة     | 27         |
| علم المعادن في التراث العربي                                                          | خلدون البصام          | 72         |
| انقضاء والحسبة في عصر الرسول - صلى الله عليه وسلم                                     | صباح ياسين            | 83         |
| سياسات تنشيط القطاع الخاص وتطبيقاتها في العراق                                        | عبد الصاحب صالح       | 97         |
| النساء الحاكمات في إمبراطورية المغول 639 - 694 هـ / 1241 - 1295م                      | علاء محمود خليل قداوي | 137        |
| اختبار التمكن في أساسيات اللغة العربية                                                | كاظم كريم رضا         | 160        |
| قانون كبلر الثاني وحركة الشمس الظاهرية                                                | ماجد السيد ولي محمد   | 205        |
| اللغة البربرية - لغة عربية قديمة                                                      | محمد المختار العرباوي | 220        |
| هبات الخلفاء العباسيين وعطاياهم 132 - 324هـ - دراسة في طبيعتها وعلاقتها بمفهوم السلطة | موفق سالم نوري        | 259        |
| شبكات المعلومات                                                                       | رئيس التحرير          | 299        |
| الإنتاج الفكري والعلمي للمجمع خلال الدورة المجمعية                                    | صباح ياسين            | 318        |